# Tom Brady
Thomas Edward Patrick "Tom" Brady, Jr. (San Mateo, 3 de agosto de 1977) é um ex-jogador de futebol americano que atuava como quarterback na National Football League. Depois de jogar futebol americano universitário pela Universidade de Michigan, Brady foi selecionado pelo New England Patriots na sexta rodada do Draft de 2000 da NFL, time que viria a defender por quase vinte anos antes de se transferir para o Tampa Bay Buccaneers, equipe onde se aposentou.
Titular absoluto dos Patriots de 2001 a 2019, ele liderou a equipe de Foxborough em nove disputas de Super Bowl, um recorde na NFL, e conquistou seis títulos (XXXVI, XXXVIII, XXXIX, XLIX, LI e LIII), a maior marca da história da liga entre jogadores, superando os cinco títulos de Charles Haley. Também foi nomeado cinco vezes como o jogador mais valioso (MVP) das finais (XXXVI, XXXVIII, XLIX, LI e LV, outro recorde da NFL), além de ter sido eleito três vezes para o prêmio o MVP de temporada regular (2007, 2010 e 2017), sendo também selecionado para quinze Pro Bowls e ainda ajudou o seu time a conquistar dezesseis vezes a AFC East, um recorde de títulos de divisão entre quarterbacks da NFL. Brady e seu então treinador, Bill Belichick, formaram a dupla mais prolífica da história do futebol americano, com mais de duzentas vitórias em temporada regular e trinta em playoffs. Em 2020, transferiu-se para os Buccaneers e, logo no seu primeiro ano com a equipe, venceu o Super Bowl LV, sendo o sétimo título na carreira, em sua décima aparição nas finais (de longe, a melhor marca para um jogador de sua posição na história da liga).
Brady detém vários recordes individuais, entre os quais a maior quantidade de passes para touchdown em Super Bowls (21) e em jogos de pós-temporada (86). Ele foi ainda eleito o "esportista do ano" pelas revistas Sports Illustrated (em 2005 e 2021), The Sporting News (em 2004 e 2007) e pela Associated Press (em 2007). Em 2021, foi apontado como uma das 100 pessoas mais influentes do mundo pela Time.
É considerado por muitos analistas e comentaristas esportivos como o melhor quarterback da história da NFL, sendo ainda uma celebridade popular nos Estados Unidos.

## Começo da vida
Tom nasceu próximo a São Francisco, em San Mateo, na Califórnia, filho de Tom Sr. e Galynn. Seu pai vinha de uma família de irlandeses-americanos que fugiu da Irlanda durante a Grande fome de 1845–1849 e se estabeleceu na Califórnia pouco antes da Guerra Civil Americana. Sua mãe é descendente de alemães, noruegueses, poloneses e suecos. Ele tem três irmãs mais velhas, Nancy, Julie e Maureen. Brady foi criado como católico. Era torcedor do San Francisco 49ers, tendo ido a vários jogos do time na década de 1980, quando se tornou fã do quarterback Joe Montana; Tom mencionou Montana como uma inspiração e seu ídolo. Tom formou-se na Junípero Serra High School, em San Mateo. Ele jogou futebol americano, basquete e beisebol na escola.
Ele chegou a ser recrutado como receptor na 18.ª rodada do Draft de 1995 da MLB, pelo Montreal Expos.

## Universidade

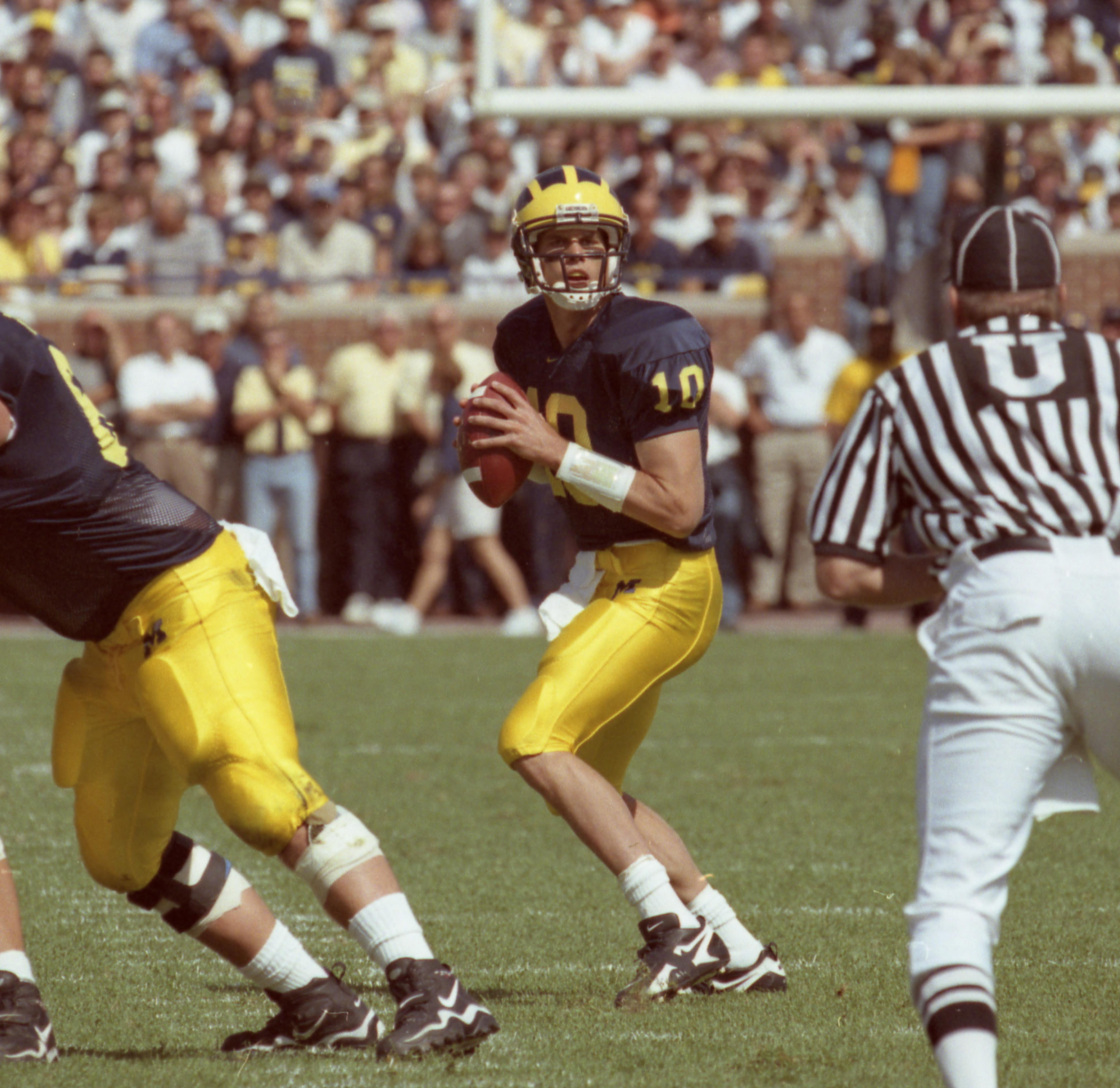
Tom Brady jogando pelo Michigan Wolverines em 1999

Ao sair da escola, Brady foi considerado um bom prospecto para o recrutamento universitário, mas o processo na década de 1990 era precário, e Tom acabou sendo preterido por várias grandes instituições. No final, jogou futebol americano pela Universidade de Michigan, de 1995 a 1999, formando-se em estudos gerais, com um diploma em Psicologia e Administração de Negócios. Ele atuou como reserva pelo Michigan Wolverines nos dois primeiros anos na faculdade, enquanto seu colega e futuro quarterback da NFL, Brian Griese, liderou o Wolverines até o campeonato nacional de 1997, no Rose Bowl. Quando se matriculou na Michigan, Brady era o sétimo na escalação de QBs e lutou muito para conseguir a vaga de titular. Em um certo ponto, Tom contratou um psicólogo de esportes para ajudá-lo a combater a frustração e a ansiedade, sendo que ele até cogitou a possibilidade de se transferir para outra faculdade. Ele lutou por uma vaga de titular com Drew Henson, conseguindo-a finalmente em 1998 e em 1999, sob o comando do treinador Lloyd Carr. Durante seu primeiro ano como titular absoluto, Tom estabeleceu um novo recorde para Michigan em passes tentados e completados numa temporada (214). Ele recebeu uma menção honrosa da All-Big Ten nas duas temporadas e foi nomeado capitão do time no último ano. Os Wolverines venceram vinte dos vinte e cinco jogos sob o comando de Tom Brady, dando ao time da universidade um título da Big Ten Conference em 1998. Tom liderou a Michigan em uma vitória na prorrogação no Orange Bowl de 2000, em cima da Universidade do Alabama, lançando para 369 jardas e quatro touchdowns.

### Estatísticas

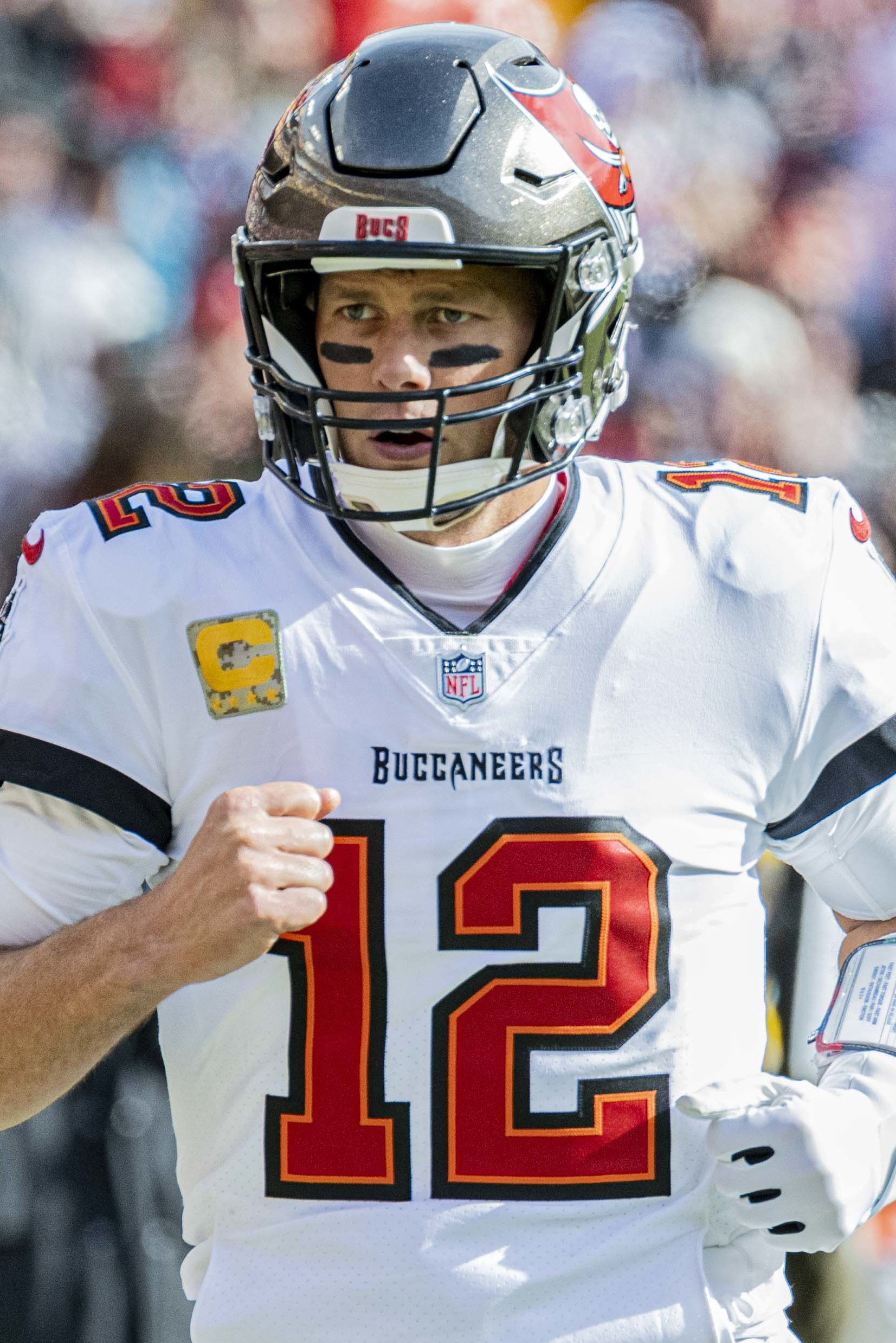
Brady em 2021.

| Ano      | Time     | Passando | Passando | Passando | Passando | Passando | Passando | Passando | Passando | Correndo | Correndo | Correndo | Correndo |
| Ano      | Time     | Cmp      | Ten      | Pct      | Jardas   | J/T      | TD       | Int      | Rtg      | Ten      | Jardas   | Média    | TD       |
| -------- | -------- | -------- | -------- | -------- | -------- | -------- | -------- | -------- | -------- | -------- | -------- | -------- | -------- |
| 1996     | Michigan | 3        | 5        | 60%      | 26       | 5,2      | 0        | 1        | 63,7     | –        | –        | –        | –        |
| 1997     | Michigan | 12       | 15       | 80%      | 103      | 6,9      | 0        | 0        | 137,7    | 2        | −14      | −7,0     | 0        |
| 1998     | Michigan | 200      | 323      | 61,9%    | 2 427    | 7,5      | 14       | 10       | 133,1    | 54       | −105     | −1,9     | 2        |
| 1999     | Michigan | 180      | 295      | 61%      | 2 217    | 7,5      | 16       | 6        | 138,0    | 34       | −31      | −0,9     | 1        |
| Carreira | Carreira | 395      | 638      | 61,9%    | 4 773    | 7,5      | 30       | 17       | 134,9    | 90       | −150     | −1,7     | 3        |

Fonte: Sports-reference.com

## Carreira como profissional

### New England Patriots

#### Temporada de 2000
Tom Brady foi a 199.ª escolha do Draft de 2000 da NFL, na sexta rodada. De acordo com o livro Patriot Reign ("O Reinado dos Patriots", em tradução livre), de Michael Holley, o time da Nova Inglaterra estava considerando Brady e Tim Rattay, com ambos os QBs recebendo vários elogios do técnico de quarterbacks Dick Rehbein. No final, os Patriots decidiram por Brady. Ironicamente, apesar de os Pats terem recrutado uma futura superestrela, a classe de 2000 foi considerada medíocre para quarterbacks: além dele, apenas Chad Pennington e Marc Bulger desenvolveram-se e adaptaram-se bem à liga.
Os Patriots tomaram naquele ano a decisão pouco comum de ter quatro quarterbacks em seu quadro geral (em vez de três, como era normal). Tom começou a temporada como terceiro reserva na posição de QB, atrás de Drew Bledsoe, John Friesz e Michael Bishop; ao fim daquela temporada, ele tornou-se o segundo reserva de Bledsoe. Durante seu primeiro ano, ele completou um de três pases, para seis jardas.

#### Temporada de 2001

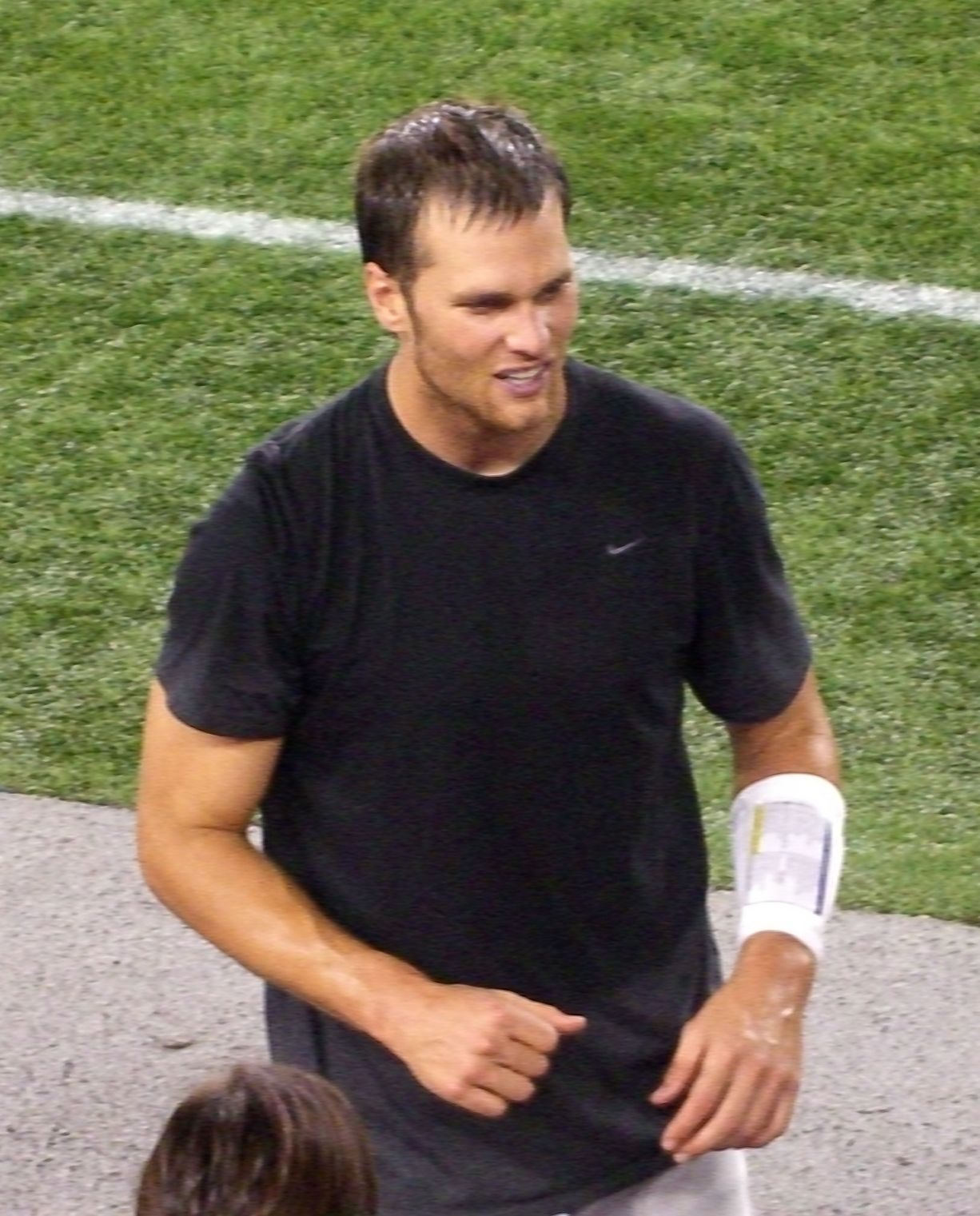
Tom Brady na lateral do campo em um jogo do New England Patriots

Os Patriots abriram a temporada com uma derrota para o Cincinnati Bengals por 23 a 17, com Bledsoe ainda atuando como quarterback titular. O segundo jogo do ano, em casa, em 23 de setembro, foi contra o rival da AFC East New York Jets. Bledsoe novamente começou jogando, mas no último período ele sofreu um forte tackle do linebacker Mo Lewis, causando hemorragia interna no jogador. Bledsoe retornou para alguns drives mas acabou sendo substituído por Brady para os momentos finais do jogo. Os Jets segurariam a vitória por 10 a 3, e os Patriots perderam o segundo jogo na temporada.
Brady foi escalado como titular para o terceiro jogo da temporada, contra o Indianapolis Colts. Nos seus primeiros dois jogos como titular, Tom conseguiu um rating de 79,6 e 58,7 respectivamente, na vitória por 44 a 13 sobre os Colts (que fez sua última temporada na AFC East) e na derrota por 30 a 10 sofrida para o Miami Dolphins.
No quinto jogo dos Pats, Tom começou a mostrar seu valor. Perdendo para o San Diego Chargers por 26 a 16 no quarto período, Brady liderou os Patriots em duas campanhas marcando pontos e forçando uma improvável prorrogação, quando o time chutou um field goal para vencer a partida. Brady terminou o jogo com 33 passes completados de 54 tentados para 364 jardas e dois touchdowns. Na semana seguinte, Tom jogou bem novamente num novo confronto contra o Indianapolis, com um rating de 148,3 na vitória por 38 a 17. O New England então venceu onze dos catorze jogos seguintes com Tom Brady como titular, com seis vitórias seguidas no fim da temporada, vencendo a AFC East e entrando nos playoffs com uma folga na primeira semana. Brady terminou o ano com 2 843 jardas aéreas e dezoito touchdowns, e ainda foi para o Pro Bowl.
No primeiro jogo de Tom nos playoffs, contra o Oakland Raiders, ele lançou para 312 jardas e liderou os Patriots numa vitória na prorrogação, com um field goal certeiro de Adam Vinatieri. Uma jogada controversa aconteceu quando o time perdia por três pontos no quarto período e Brady perdeu o controle da bola por causa de uma pancada do CB Charles Woodson. O Oakland recuperou a bola, mas, citando a chamada "tuck rule", que diz que qualquer passe para frente com o movimento já sendo executado pelo quarterback, o árbitro principal, Walt Coleman, reverteu a assinalação de fumble após consultar o replay instantâneo, dando a jogada como passe incompleto.
No AFC Championship Game, contra o Pittsburgh Steelers, Tom machucou o joelho e foi substituído por Bledsoe. Os Patriots venceram o jogo e foram tachados nas redes de apostas de Las Vegas como underdogs (zebras) contra o campeão da NFC, o St. Louis Rams, no Super Bowl XXXVI.
O placar estava empatado faltando 1min21 no Super Bowl, e os Patriots estavam na sua própria linha de 15 jardas, sem tempos para pedir. O comentarista John Madden, ex-técnico campeão do Super Bowl, falou durante a transmissão que os Patriots deviam arriscar pouco e correr com a bola para forçar uma prorrogação. Em vez disso, Brady carregou o ataque dos Patriots até a linha de 31 jardas do campo dos Rams faltando sete segundos. Os Pats venceram a final com mais um chute certeiro de Adam Vinatieri. Tom Brady foi então nomeado MVP ("Melhor Jogador") do Super Bowl XXXVI, lançando apenas para 145 jardas, um touchdown e nenhuma interceptação, tornando-se o quarterback mais novo a vencer um Super Bowl.

#### Temporada de 2002
Brady e os Patriots terminaram a temporada de 2002 com nove vitórias e sete derrotas, empatando com o New York Jets e o Miami Dolphins como melhor campanha da divisão; contudo, os Jets levaram a melhor nos critérios de desempate, e os Patriots ficaram de fora dos playoffs.
Apesar de ter conquistado um rating de 85,7 (o mais baixo de sua carreira), Brady liderou a liga com 28 passes para touchdown e conseguiu 921 mais jardas do que em 2001, apesar de suas interceptações terem sido a pior marca de sua carreira também. Brady acabou jogando a segunda metade da temporada com uma contusão no ombro, e o treinador do New England, Bill Belichick, disse que se os Patriots tivessem chegado aos playoffs, Brady não seria capaz de jogar a primeira partida devido a esta contusão.

#### Temporada de 2003
Na temporada de 2003, depois de começar com duas vitórias em quatro jogos, Tom liderou o New England Patriots a doze vitórias consecutivas no final do ano, vencendo a divisão AFC East. Estatisticamente, o melhor jogo da temporada para Brady foi contra o Buffalo Bills, quando ele teve um rating de 122,9. Ele fechou o ano com 3 620 jardas e 23 touchdowns, terminando em segundo na votação para MVP, atrás do rival Peyton Manning e do QB Steve McNair. Nas duas primeiras rodadas dos playoffs, os Patriots derrotaram o Tennessee Titans e o Indianapolis Colts. Em 1 de fevereiro de 2004, Tom liderou os Patriots numa vitória por 32 a 29 sobre o campeão da NFC, Carolina Panthers, no Super Bowl XXXVIII e foi nomeado MVP da final pela segunda vez na carreira. Durante esse jogo, Brady lançou para 354 jardas e três touchdowns e ainda bateu o recorde de passes completados por um QB num Super Bowl (32). Com 1min08 restando no quarto período e o jogo empatado em 29 a 29, Brady orquestrou um drive (campanha) colocando os Patriots em posição para um field goal com seu chutador Adam Vinatieri, que daria a vitória ao time.

#### Temporada de 2004

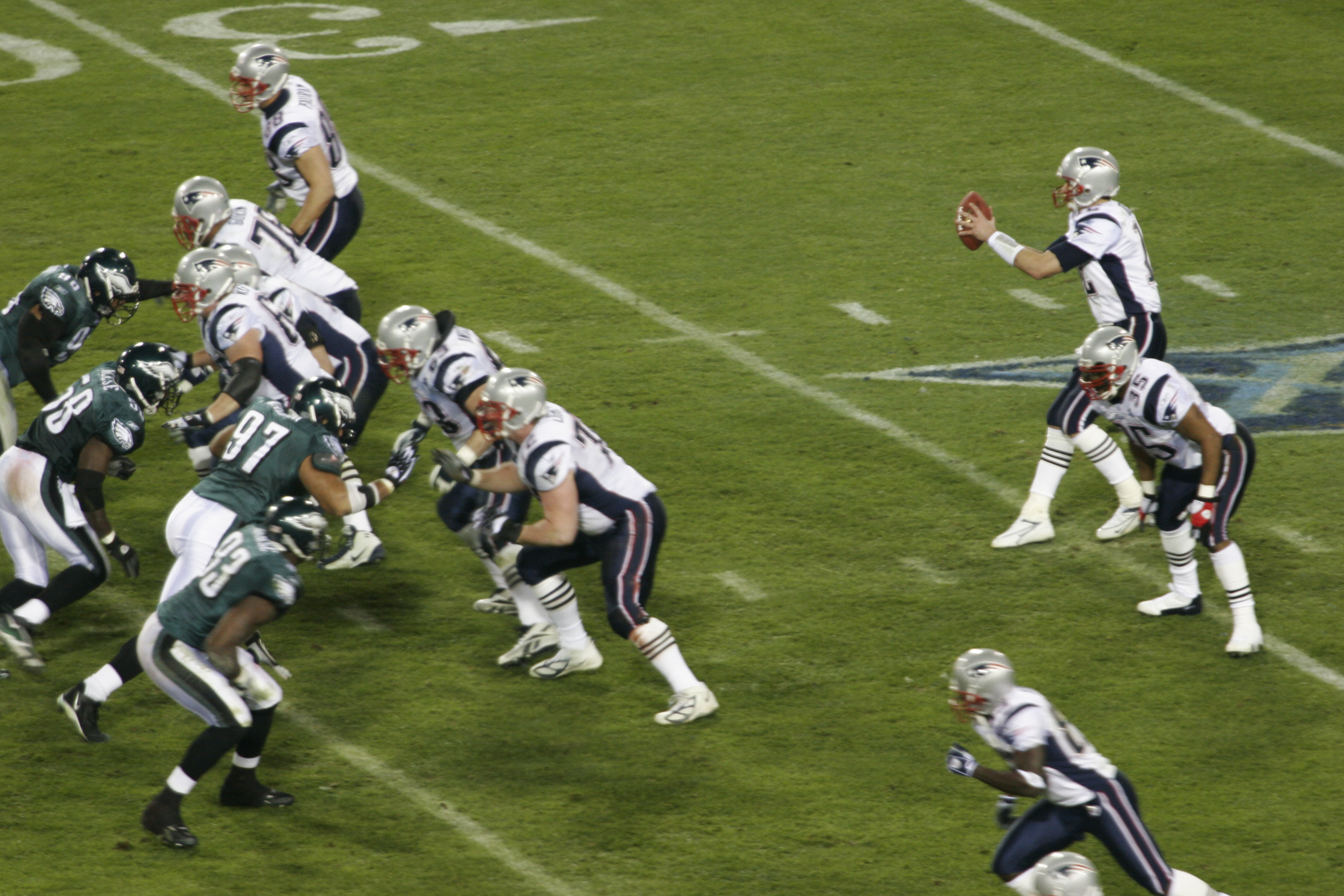
Brady (recuado e com a bola na mão) liderando o ataque dos Patriots durante o Super Bowl XXXIX.

Durante a temporada de 2004, Brady ajudou seu time a conseguir uma sequência de 21 vitórias consecutivas, então um recorde da NFL. A campanha de catorze vitórias em dezesseis jogos do New England igualou a de 2003, assim como a melhor campanha de um time que defendia seu status de campeão. Os Patriots também venceram a AFC East pelo terceiro ano seguido. Brady passou para 3 692 jardas e anotou 28 touchdowns, com um rating de 92,6, e recebeu votos para seu segundo Pro Bowl. Nos playoffs da AFC, Tom liderou os Patriots nas vitórias sobre o Indianapolis Colts e o Pittsburgh Steelers. Seu melhor jogo da temporada foi contra o Pittsburgh, apesar de precisar da intensa terapia intravenosa que ele fizera na noite anterior, quando sua temperatura corporal foi a 39,4°. Contra a melhor defesa da NFL, a dos Steelers, Brady conseguiu um rating de 130,5. Em 6 de fevereiro de 2005, os Patriots derrotaram o Philadelphia Eagles no Super Bowl XXXIX. Tom Brady lançou para 236 jardas e ainda fez dois touchdowns, tendo como principal alvo o wide receiver Deion Branch, dando ao New England Patriots seu terceiro título em quatro anos.

#### Temporada de 2005
Durante a temporada de 2005, o New England Patriots foi forçado a confiar nas habilidades de passe de Tom Brady, devido às contusões dos running backs Corey Dillon, Patrick Pass e Kevin Faulk. Brady também teve de se ajustar a um novo center e a um novo running back: Heath Evans. Os resultados foram positivos, já que Tom liderou a liga com 4 110 jardas aéreas e ficou em terceiro com 26 touchdowns. O rating de 92,3 em 2005 foi o segundo mais alto de sua carreira até aquele momento, apesar das catorze interceptações, igualando a pior marca de sua carreira. Ele também correu para 89 jardas e sofreu quatro fumbles. Brady e os Patriots terminaram a temporada com dez vitórias e seis derrotas, vencendo sua divisão pelo terceiro ano seguido. Um dos pontos altos da temporada foi uma vitória sobre os Steelers, quando Tom liderou seu time em um game-winning drive (campanha para vitória) perto do fim do jogo. Quando os Pats foram até Atlanta para enfrentar os Falcons, Brady conseguiu um rating de 140,3.
Nos playoffs, Brady liderou os Patriots em uma vitória por 28 a 3 sobre o Jacksonville Jaguars no jogo do wild card (repescagem); contudo, em 14 de janeiro de 2006, os Patriots perderam por 27 a 13 para o Denver Broncos no INVESCO Field. Tom lançou para 346 jardas e um touchdown, mas sofreu duas interceptações, em sua primeira derrota na pós-temporada. Ao fim da temporada, foi revelado que Brady estava jogando com uma pubalgia desde dezembro. O linebacker Willie McGinest comentou sobre isso e disse que Brady sabia, mas decidiu continuar jogando. Esta foi principal razão que tirou Tom do Pro Bowl.
Apesar de não jogar, Brady esteve presente no Super Bowl XL, participando do cara ou coroa e da celebração do prêmio de MVP da partida.

#### Temporada de 2006
O time da Nova Inglaterra terminou a temporada de 2006 com uma campanha de doze vitórias em dezesseis jogos, com a quarta melhor campanha da AFC. Na temporada regular, Brady lançou para 3 529 jardas e 24 touchdowns. Nesse ano ele não foi selecionado para o Pro Bowl, apesar de, após a contusão de Philip Rivers, oferecerem a ele uma vaga no jogo das estrelas, que acabou recusada.

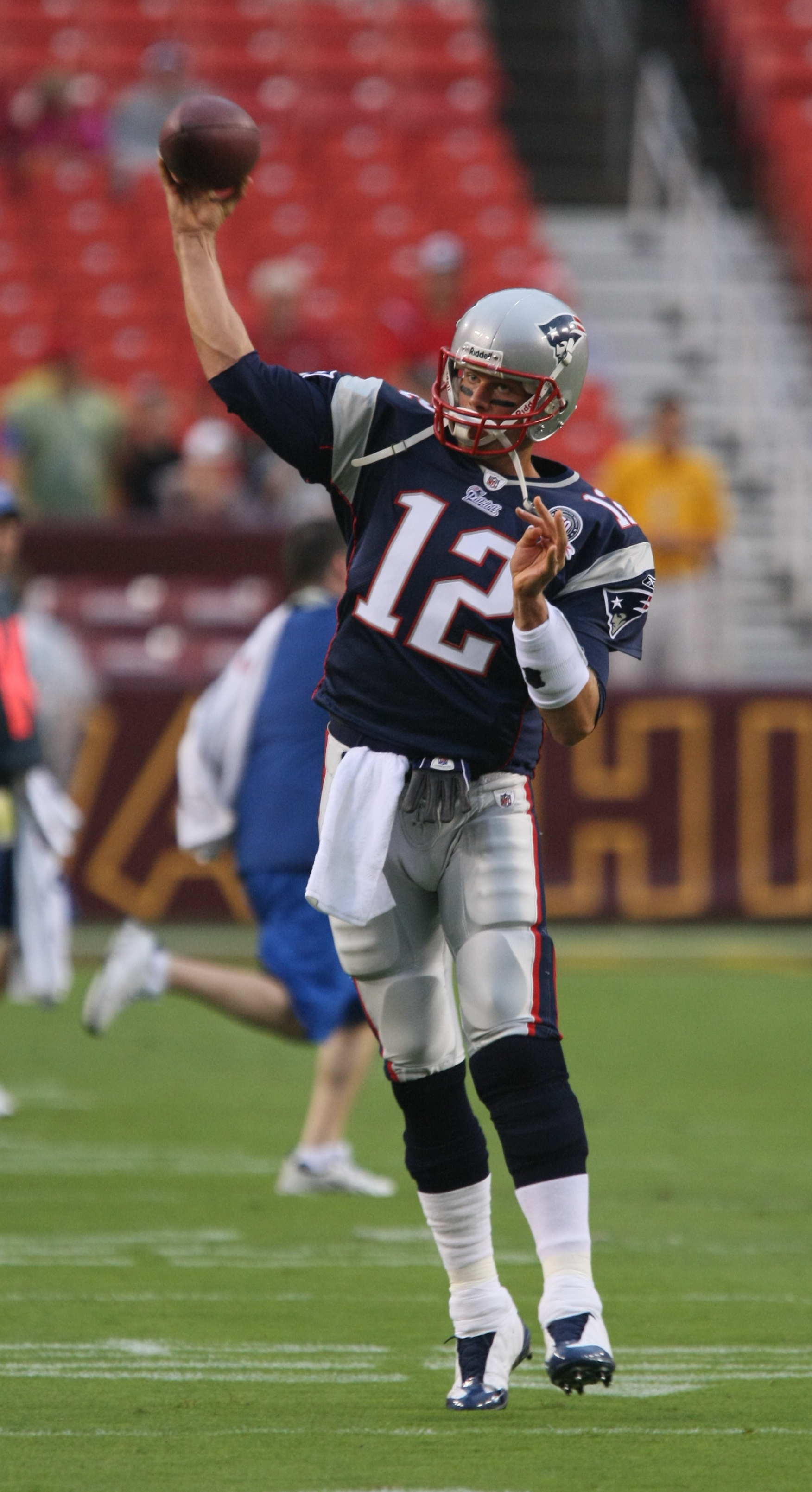
Brady se aquecendo antes de um jogo, em 2009

Na pós-temporada, os Patriots receberam o rival New York Jets na primeira rodada do wild-card. O New England derrotou os Jets por 37 a 16, com Brady completando 22 de 34 passes para 212 jardas e dois TDs. Nos playoffs de divisão, os Pats viajaram até San Diego para enfrentar os Chargers. Esse foi o primeiro jogo de Tom no seu estado natal da Califórnia. Brady e os Patriots lutaram contra os Chargers, que eram favoritos para o Super Bowl XLI. Com oito minutos restando para o fim do jogo e o New England perdendo por oito pontos, Tom e seu time lideraram uma campanha vitoriosa que decidiu a partida. Depois de uma jogada de 49 jardas para Reche Caldwell, um field goal de Stephen Gostkowski deu a vitória aos Patriots por 24 a 21.
Na Final da AFC, os Patriots enfrentaram o Indianapolis Colts. O New England e os Colts se enfrentaram duas das três vezes na pós-temporada em Foxborough; este jogo, contudo, foi disputado em Indianápolis. Os Pats lideravam no intervalo do jogo por 21 a 6, mas os Colts orquestraram uma virada perto do fim do jogo e, quando Brady tentou liderar uma campanha para reverter o resultado negativo, acabou sendo interceptado, e os Patriots foram derrotados.

#### Temporada de 2007
Com um novo e prestigiado grupo de wide receivers para a temporada de 2007, os Patriots contavam com Donté Stallworth, Wes Welker, Kelley Washington e Randy Moss, além do tight end Kyle Brady e do running back Sammy Morris. O que viria a seguir seria, segundo alguns especialistas, a melhor temporada da história para um quarterback. Brady, junto com Moss, decidiram não ir para o Pro Bowl de 2008. O New England Patriots de 2007 teria uma média de 36,8 pontos por jogo, a melhor marca da história da NFL. Tom não só lideraria seu time a uma campanha de dezesseis vitórias em dezesseis jogos (16–0), mas quebraria vários recordes da liga em alguns momentos. Visitando o Dallas, ele atingiu a melhor marca da carreira, com cinco touchdowns, na vitória por 48 a 27 sobre os Cowboys. Na ocasião ele quebrou o recorde de Roger Staubach de maior número de vitórias por um quarterback em seus primeiros cem jogos como titular, com 76. Na semana 7 veio uma vitória por 49 a 28 sobre o Miami Dolphins, e Brady quebrou outro recorde ao passar para seis touchdowns, a melhor marca da franquia. Ele também teve o primeiro jogo com rating perfeito de sua carreira. No jogo seguinte, enfrentando em casa o Washington Redskins, os Pats levaram a melhor por 52 a 7, e ele lançou para três touchdowns, dando a ele trinta na temporada, o que era a melhor marca de sua carreira; sua melhor marca anterior tinha sido 28 — em 2002 e 2004. Com essa vitória, Brady conquistou o feito de vencer todos os 31 times da NFL, exceto o New England. Na semana 9, depois de começarem perdendo para os Colts, os Patriots viraram para 24 a 20, em Indianápolis, onde Tom lançou para três touchdowns, passando para 33 na temporada; seu 32º touchdown foi para Wes Welker, quebrando o recorde dos Patriots, de Babe Parilli, que tinha 31. Esse também foi seu nono jogo seguido com três ou mais touchdowns, passando o recorde de Peyton Manning, que fizera oito. Na 11.ª rodada, depois da semana de folga, Brady teve mais um jogo de cinco touchdowns na vitória por 56 a 10 sobre o Buffalo Bills, quebrando o recorde da franquia, de Steve Grogan, com 185 passes para TD. No jogo seguinte, contra o Philadelphia Eagles, ele e os Pats não tiveram problemas para faturar mais um jogo pelo placar de 31 a 28, quando ele lançou para apenas um touchdown, mas atingiu a marca de 25 mil jardas aéreas na carreira. Na partida seguinte, outra virada — vitória por 27 a 24 sobre o Baltimore Ravens — ele se tornou o quarto quarterback (os outros eram Kurt Warner, Peyton Manning e Dan Marino) a lançar para quarenta touchdowns em uma temporada.
Na semana 14, outra vitória, por 34 a 13, sobre o Pittsburgh Steelers, quando Brady lançou para quatro touchdowns, fazendo dele apenas o terceiro QB a ter uma temporada de 45 TDs, atrás de Peyton Manning, que fizera isso em 2004, e de Marino, que fizera isso em 1984. Esse também foi o 11.º jogo com três ou mais touchdowns de Tom no ano, quebrando a marca de Marino em 1984, com dez. Ele também alcançou a marca de quatro mil jardas pela segunda vez na carreira. Na 15.ª rodada Brady fez seu 108.º jogo consecutivo como quarterback titular, passando Joe Ferguson como a quarta melhor sequência na história da NFL, atrás apenas de Brett Favre, Peyton Manning e Ron Jaworski. Em 23 de dezembro ele lançou para o 71.º touchdown total dos Patriots no ano, quebrando o recorde da NFL, de setenta, estabelecido pelo Miami Dolphins em 1984. Esse foi o 12.º jogo da temporada em que ele lançou para três ou mais touchdowns, quebrando o seu próprio recorde. Essa também foi a 18.ª vitória seguida dos Patriots e de Tom, empatando a melhor marca da NFL, estabelecida entre 2003 e 2004. Na última rodada da temporada, ele lançou para mais dois TDs; seu segundo touchdown foi o de número 50, quebrando o recorde de Peyton Manning em 2004, de 49. O passe para Randy Moss também foi o 23.º touchdown do recebedor no ano, quebrando o recorde de Jerry Rice, que havia feito 22 TDs em uma temporada.

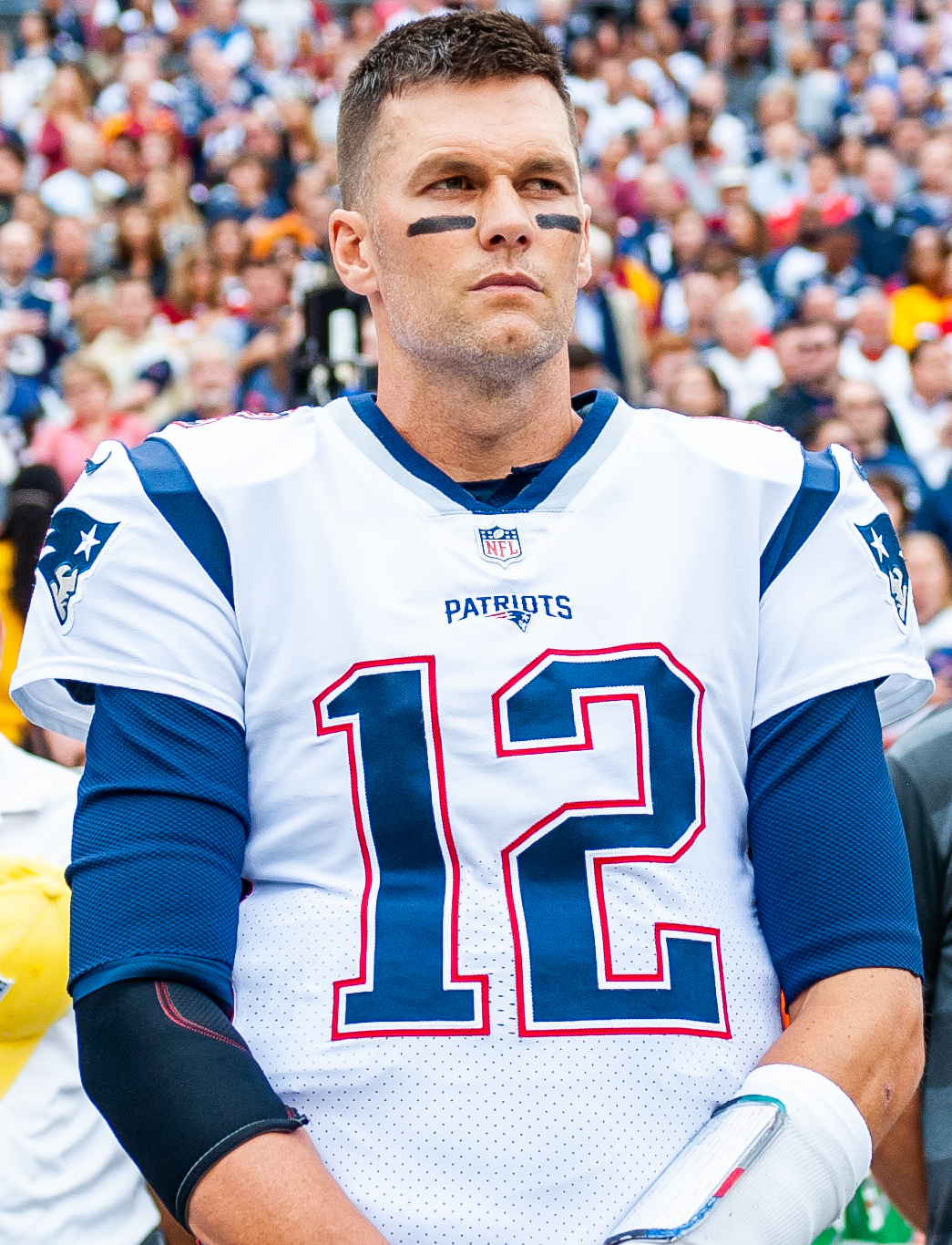
Tom Brady com a camisa dos Patriots.

O time acabou terminando aquele ano com dezesseis vitórias na temporada, a melhor marca da história da liga, e as dezenove vitórias consecutivas dos Patriots estabeleceram um novo recorde na NFL. Brady terminou o ano com 398 passes completados em 578 tentados, para 4 806 jardas (a terceira melhor marca da história) e cinquenta touchdowns (a segunda melhor marca da história), contra apenas oito interceptações, com um rating (índice de produtividade de QB) de 117,2 (segunda melhor marca da história). Seus 398 passes completados tornaram-se a quinta melhor marca de todos os tempos. Brady foi então nomeado NFL MVP naquele ano, além de Jogador Ofensivo do Ano (Offensive Player of the Year).

##### Playoffs
No primeiro jogo dos playoffs dos Patriots, o jogo de Divisão da AFC contra o Jacksonville, Tom começou com o recorde da NFL em pós-temporadas, com dezesseis passes completados, e terminou o jogo com 26 passes acertados em 28 tentados, com um percentual de acerto de 92,9%. Isso marca o maior percentual de acerto na história da liga para QBs que tentaram pelo menos vinte passes, contando temporada regular ou playoffs. Com esta vitória, os Pats juntaram-se aos Dolphins como os únicos times a vencer dezessete jogos consecutivos em uma temporada.
Estatisticamente, Brady não atuou bem no AFC Championship Game, contra o San Diego Chargers, lançando três interceptações (incluindo uma na red zone). Mesmo assim, os Patriots venceram seu 18.º jogo na temporada, por 21 a 12, para ir para o Super Bowl pela quarta vez em sete anos. Ele, conquistando sua centésima vitória na carreira, também quebrou um recorde da NFL com a menor quantidade de jogos disputados por um quarterback a atingir essa marca: com cem vitórias e 26 derrotas, dezesseis jogos a menos que Joe Montana.
No Super Bowl XLII, Brady foi muito pressionado pela linha defensiva do New York Giants e foi "sacado" cinco vezes. Os Patriots assumiram a liderança do jogo quando Tom lançou um passe para touchdown para o recebedor Randy Moss faltando menos de três minutos para o fim do jogo, mas os Giants conseguiram uma última campanha para marcar um touchdown decisivo nos segundos finais, selando a derrota dos Pats por 17 a 14.

##### Prêmios
Brady ganhou vários prêmios da NFL naquela temporada: foi eleito FedEx Express NFL Player of the Week (um prêmio para quarterbacks) quatro vezes (nas semanas 6, 7, 11 e 17), também foi selecionado Jogador Ofensivo da Semana pela AFC cinco vezes (nas semanas 3, 6, 7, 14 e 17) e ainda foi nomeado Jogador Ofensivo do Mês pela AFC em setembro e outubro. Em 5 de janeiro de 2008 Brady foi oficialmente nomeado NFL MVP (melhor jogador), ganhando 49 dos 50 votos possíveis (o voto que sobrou foi para Brett Favre), fazendo dele o primeiro jogador dos Patriots a receber esse prêmio. Ele também foi nomeado Jogador Ofensivo do Ano pela liga, recebendo 35,5 dos 50 votos.

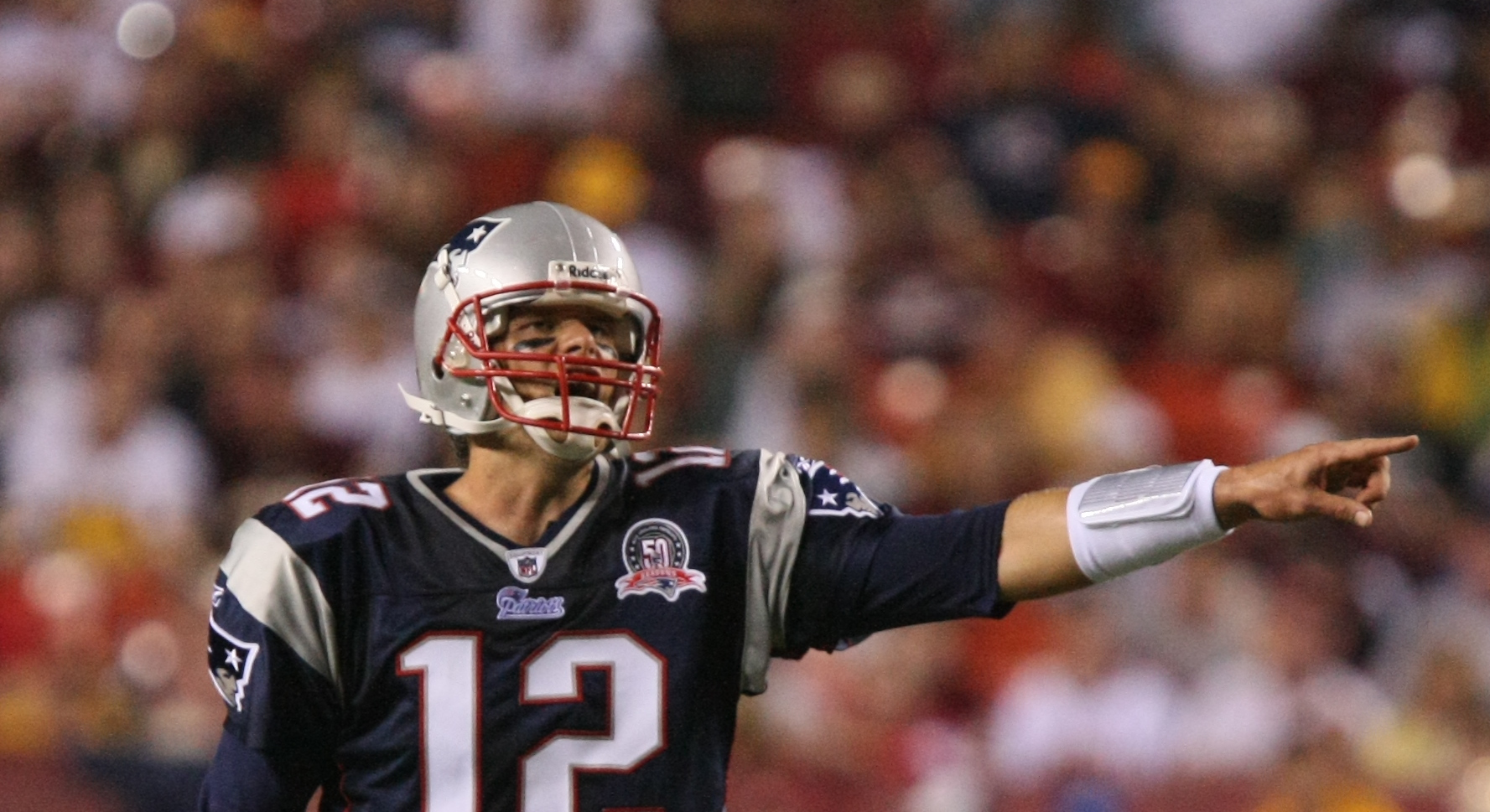
Tom em ação contra o Washington Redskins em agosto de 2009.

#### Temporada de 2008
Brady não jogou a pré-temporada de 2008 devido a uma contusão sofrida no pé esquerdo no AFC Championship Game anterior. Na abertura da temporada de 2008, contra o Kansas City Chiefs, no Gillette Stadium, o joelho esquerdo de Tom foi gravemente lesionado em uma paulada do safety dos Chiefs, Bernard Pollard; ele saiu do jogo e não retornou. O time então confirmou que Brady passaria por uma cirurgia, ele foi colocado no injured reserve e, assim, não retornaria para a temporada. Aparentemente, ele rompeu o ligamento cruzado anterior e o ligamento colateral medial do joelho. A lesão interrompeu a sequência de 111 partidas consecutivas como titular de Tom (a quarta melhor sequência entre quarterbacks na NFL, atrás de Brett Favre, Peyton Manning e Ron Jaworski). O médico Neal ElAttrache fez a cirurgia no joelho do jogador, na Clínica Ortopédica Kerlan-Jobe, em Los Angeles, em 6 de outubro, usando o ligamento patelar para fazer um enxerto e substituir o ligamento rompido. Também foi reparado o ligamento colateral medial do atleta, por uma outra incisão no joelho dele. Uma infecção no ferimento resultaria em mais cirurgias de desbridamento para tentar sanar a contusão. Brady tomou uma série de antibióticos que, na época, ameaçou sua recuperação.

#### Temporada de 2009
No seu primeiro jogo após sua contusão, Brady lançou para 378 jardas e anotou dois touchdowns na abertura da temporada de 2009 contra o Buffalo Bills. Nos minutos finais do jogo, os Patriots perdiam por 24 a 13 antes que ele e Benjamin Watson marcassem dois touchdowns seguidos para dar a vitória ao seu time por 25 a 24. Tom foi nomeado então Jogador Ofensivo da Semana na AFC (AFC Offensive Player of the Week), pela 13ª vez na sua carreira.
Em 18 de outubro de 2009, em meio a muita neve, Brady quebrou o recorde da NFL contra o Tennessee Titans por maior quantidade de touchdowns em um único período, lançando cinco (dois para Randy Moss, um para Faulk e dois para Wes Welker) no segundo quarto. Tom terminou o jogo com seis touchdowns, empatando a melhor marca da carreira, e mais 380 jardas, completando 29 de 34 passes, terminando com um rating de 152,8. Os Patriots venceram os Titans por 59 a 0 marcando a maior diferença de pontos desde a fusão AFL-NFL em 1970 e quebrou o recorde da liga de maior vantagem conquistada ao fim do primeiro tempo (45 a 0). Ele foi nomeado novamente Jogador Ofensivo da Semana pela AFC por sua performance. Na semana 16, Brady quebrou o recorde dos Patriots em temporada regular ao completar 88,5% dos seus passes em um jogo contra o Jacksonville Jaguars; ele, mais uma vez, recebeu uma nomeação para Jogador da Semana pela AFC por este jogo.
Brady terminou 2009 com 4 398 jardas e mais 28 touchdowns com um rating de 96,2. Ele acabou sendo selecionado para o Pro Bowl de 2010 e recebeu o prêmio NFL Comeback Player of the Year. Ainda em 2009, com três interceptações no jogo de wild Card dos playoff na derrota para o Baltimore Ravens por 33 a 14, ele enfrentou sua primeira derrota da carreira em casa na pós-temporada, e a primeira derrota em casa de um quarterback do New England Patriots desde 1978.

#### Temporada de 2010
Em 10 de setembro de 2010, Brady renovou seu contrato como o New England Patriots por quatro anos valendo um total de setenta e dois milhões de dólares, fazendo dele o jogador mais bem pago da NFL. O contrato foi de 48,5 milhões garantidos. A noticia da assinatura do novo contrato de Tom veio no mesmo dia em que ele escapou ileso de um acidente de carro, segundo o jornal Boston Herald.
Em 4 de outubro, Tom Brady se tornou o jogador que atingiu a marca de 100 vitórias em temporada regular mais rápido na história depois que seu time derrotou o Miami Dolphins por 41 a 14. Em 21 de novembro, Brady empatou o recorde de Brett Favre com 25 vitórias consecutivas em casa em temporada regular, depois que os Patriots bateram o Indianapolis Colts por 31 a 28. A última derrota de Tom em casa, até aquele momento, tinha sido em 12 novembro de 2006 para o New York Jets por 17 a 14. Em 6 de dezembro de 2010, ele manteve seu recorde da NFL com 26 vitórias consecutivas em casa em temporada regular, depois que passaram pelo rival NY Jets por 45 a 3.
Em 19 de dezembro de 2010, numa vitória em casa sobre o Green Bay Packers por 31 a 27, Brady teve seu sétimo jogo consecutivo com dois touchdown e nenhuma interceptação, passando assim o recorde de Don Meredith. Tom também quebrou o recorde da NFL de passes tentados sem nenhuma interceptação, passando o QB Bernie Kosar. Tom foi selecionado para o Pro Bowl de 2011. No ano, ele lançou para 3 900 jardas e anotou 36 touchdowns, sofrendo apenas quatro interceptações. Ele foi o único jogador a ser eleito por unanimidade para o AP All-Pro Team e foi eleito, também pela Associated Press e pela NFL, o MVP (Melhor Jogador) de 2010.

#### Temporada de 2011

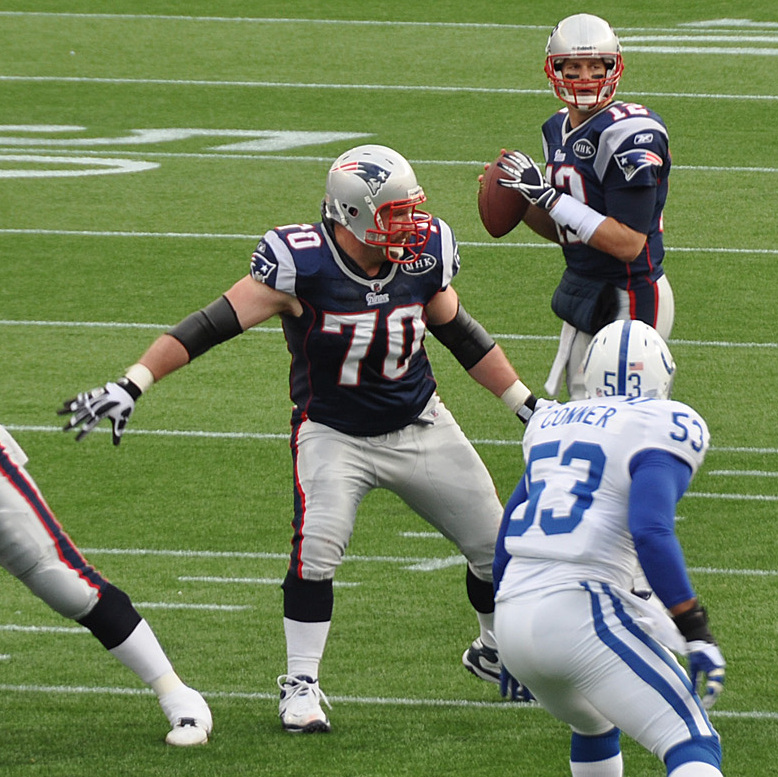
Brady em campo pelos Patriots, 2011

No primeiro jogo da temporada de 2011, Brady lançou para 517 jardas e 4 touchdowns, além de uma interceptação, contra o Miami Dolphins, sendo esta a segunda partida em que ele conseguiu 400 ou mais jardas em um jogo. Ao término daquele ano, Tom Brady se tornou o quarto quarterback a passar da marca das 5 000 jardas numa única temporada. Ele agregou 5 235 jardas, passando o recorde de Dan Marino e suas 5 084 jardas, mas ainda assim terminou atrás de Drew Brees que fez 5 476 jardas no ano.
Nos playoffs de divisão daquela temporada, os Patriots começaram com uma vitória por 45 a 10 sobre o Denver Broncos. Brady quebrou um recorde pessoal ao atingir a marca de 363 jardas num jogo de pós-temporada e empatou a melhor marca da NFL com Daryle Lamonica e Steve Young, ao lançar para 6 touchdown num jogo de playoff. Esta vitória, sua primeira na pós-temporada desde 2008, deu a Tom e ao treinador Bill Belichick um recorde da NFL de maior quantidade de vitórias (15) por uma mesma dupla de QB-treinador. No AFC Championship game, seu time enfrentou o Baltimore Ravens, mas Brady não conseguiu fazer um único touchdown pela primeira vez em 36 jogos, apesar dele conseguir ter feito 239 jardas e ter anotado um TD terrestre. Porém os Patriots se beneficiaram das falhas do chutador do Ravens, Billy Cundiff, e New England conseguiu ir para seu quinto Super Bowl desde que Tom se juntou ao time. No Super Bowl XLVI, Tom Brady e seus colegas de time enfrentaram novamente o New York Giants, equipe que os havia derrotado na final da temporada de 2007. A atuação de Tom foi considerada muito boa liderando uma campanha de 96 jardas que terminou com um touchdown ao fim do primeiro tempo e, durante o jogo, completou 16 passes seguidos (no jogo ele terminou com 20 de 23 passes completados no jogo), outro recorde da final. Ao término da partida, ele conseguiu marcar dois touchdowns, sofreu uma interceptação e cometeu uma falta na end zone, resultando em um crucial safety para os Giants. A partida acabou terminando com a vitória do time de Nova Iorque por 21 a 17 impedindo que Brady ganhasse seu quarto Super Bowl, o que empataria o recorde de Joe Montana.

#### Temporada de 2012
Brady começou todos os dezesseis jogos da temporada de 2012 e liderou seu time a doze vitórias. Os Patriots marcaram 557 pontos naquele ano, a terceira maior marca na história e Tom se tornou o primeiro quarterback na história a liderar sua equipe a dez títulos de divisão. New England se tornou o primeiro time a marcar pelo menos 500 pontos pontos em uma temporada quatro vezes, com Brady liderando o time em todas estas ocasiões (outro recorde). Ele terminou o ano com 4 827 jardas, 34 touchdowns e 8 interceptações, com um rating de 98,7. Na pós-temporada, Tom e seu time participaram de duas partidas, vencendo uma contra o Houston Texans. Com este triunfo, ele quebrou o recorde de Joe Montana de maior quantidade de vitórias nos playoff, com dezessete. Os Patriots então enfrentaram o Baltimore Ravens, equipe que viria a ser campeã naquele ano, e perderam por 28 a 13 na final da AFC.
Em 25 de fevereiro de 2013, Tom Brady e a direção do New England Patriots acertaram uma nova extensão contratual de três anos. O jornalista Peter King que este acordo foi "incrível", pois Brady aceitou receber apenas vinte e sete milhões de dólares entre 2015 e 2017 (menos dinheiro que o esperado), satisfazendo o desejo do dono do time, Robert Kraft, de garantir que Tom se aposente com a camisa dos Patriots.

#### Temporada de 2013

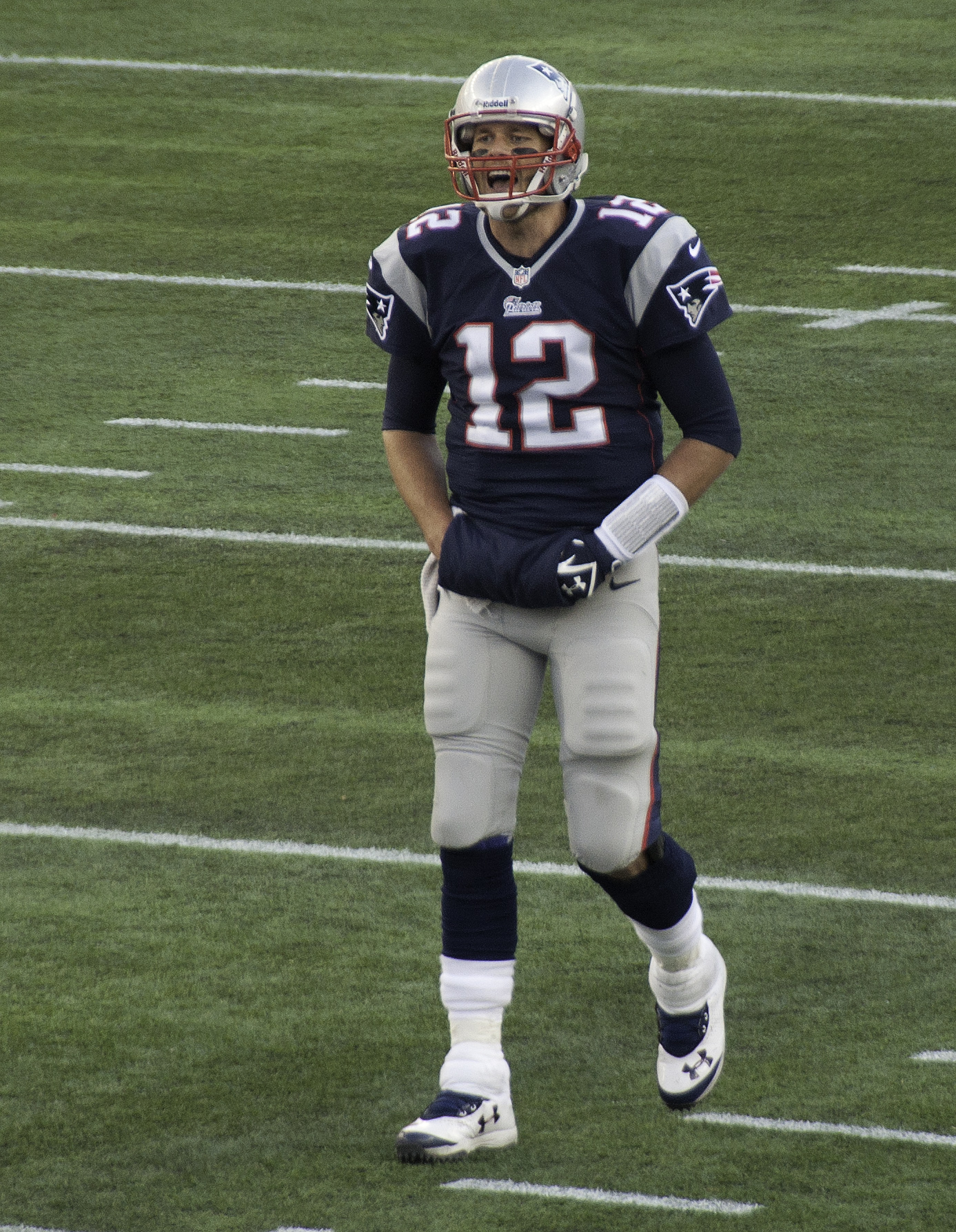
Tom jogando pelos Patriots, em 2013

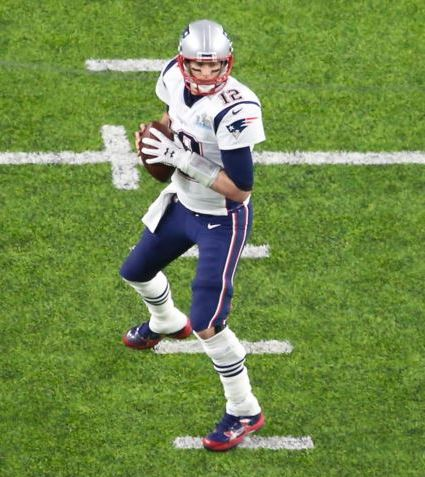
Tom Brady jogando no Super Bowl LII

Tom Brady e os Patriots começaram mal sua temporada, especialmente após a contusão do recebedor Rob Gronkowski, a prisão de Aaron Hernandez e as saídas de Wes Welker, para o Denver Broncos, Danny Woodhead, para o San Diego Chargers, e Brandon Lloyd, liberado pelo time. Novatos e atletas sem muita expressão foram contratados para substituí-los. Brady teve dificuldade para se adaptar aos novos jogadores no começo da temporada, completando apenas 52% dos seus passes (48 de 91) nos primeiros dois jogos, anotando apenas três TDs e uma interceptação (com um rating abaixo de 75,0). Sua performance foi melhorando nas partidas seguintes, e ele conseguiu estender sua marca de 52 jogos marcando pelo menos um touchdown. Ainda assim, permaneceu inconsistente durante toda a primeira metade da temporada.
A segunda metade foi melhor para o New England, com algumas boas vitórias, como uma sobre o Denver Broncos de Peyton Manning. Nessa partida, os Patriots perdiam por vinte e quatro pontos, mas Brady conseguiu ajudar sua equipe a marcar 31 pontos seguidos e garantiu a vitória. Foram, então, cinco vitórias seguidas e uma classificação garantida para a pós-temporada. Na 16ª semana, Tom liderou sua equipe em mais uma vitória, sobre o Baltimore Ravens, que deu a ele a 147ª vitória na carreira como quarterback titular. No último jogo do ano, outro triunfo, desta vez sobre o Buffalo Bills, Tom empatou com John Elway como o terceiro QB com maior número de vitórias.
Quando 2013 terminou, os Patriots tiveram uma campanha de doze vitórias e apenas quatro derrotas (segunda melhor campanha da AFC). Na primeira rodada dos playoffs, em um jogo contra o Indianapolis Colts, Brady levou seu time para mais uma vitória. Na semana seguinte, contudo, a equipe caiu diante do Denver Broncos, encerrando, assim, sua temporada.

#### Temporada de 2014

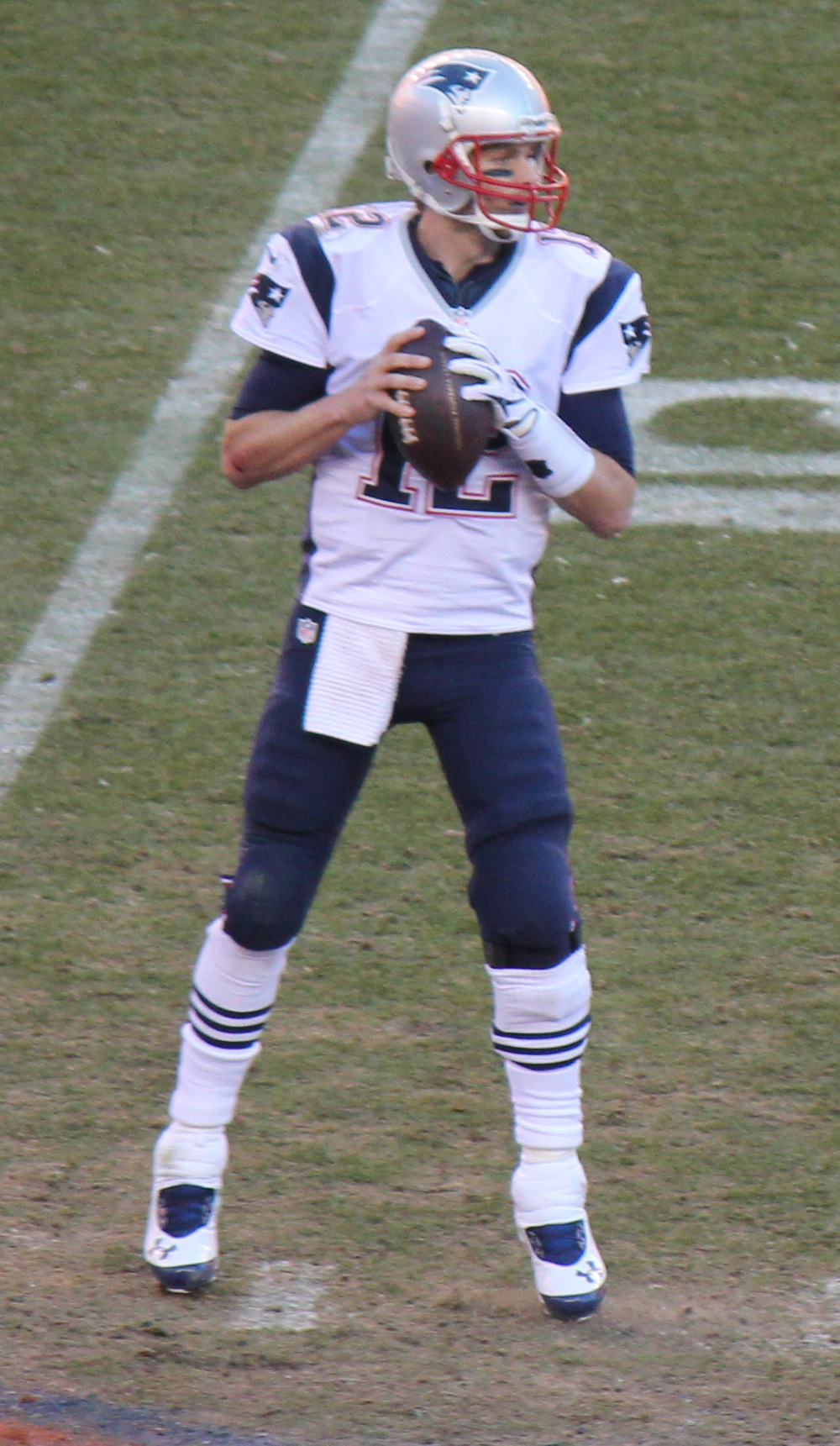
Brady em 2014

Brady começou a temporada com atuações ruins. O jogo inicial foi uma derrota por 33 a 20 para o Miami Dolphins, a primeira vez que Tom iniciou uma temporada com derrota desde 2003. Mesmo assim, ele jogou bem, lançando para 241 jardas e um touchdown. Já contra o Minnesota Vikings, o New England sofreu para conseguir a vitória, com Brady tendo um jogo ruim, alcançando apenas 149 jardas. Após outra vitória pouco convincente, desta vez sobre o Oakland Raiders, os Patriots foram arrasados pelo Kansas City Chiefs por 41 a 14, com nova atuação ruim do quarterback. Questionado pela imprensa e por analistas, Tom conseguiu recuperar-se e conquistou vitórias fáceis sobre o Buffalo Bills e o New York Jets, obtendo bons números no processo. Depois, veio mais uma vitória espaçosa, desta vez sobre o Chicago Bears, por 51 a 23, com Brady lançando para 354 jardas e anotando cinco TDs. Vieram então mais três vitórias, sobre Denver Broncos, Indianapolis Colts e Detroit Lions, com Brady tendo excelentes números. Contudo, na semana 13, a sequência de oito vitórias foi interrompida com a derrota para o Green Bay Packers, por 26 a 21. Para recuperar-se, Tom liderou sua equipe em uma importante virada sobre o San Diego Chargers (o time perdia por 14 a 3), com o quarterback de New England lançando para 317 jardas e fazendo ainda dois passes para touchdown. O placar final foi de 23 a 14 para os Pats. No fim da temporada regular, os Patriots consagraram-se novamente campeões da AFC East, com uma campanha de doze vitórias e apenas quatro derrotas.

##### Playoffs
A primeira partida da pós-temporada foi uma vitória apertada sobre o Baltimore Ravens por 35 a 31, no playoff divisional. Brady teve uma boa atuação, lançando para três touchdowns e correndo para um quarto, quebrando a marca história de Curtis Martin de TDs terrestres anotados em mata-matas. Ele também superou o recorde de Joe Montana de maior quantidade de touchdowns anotados na carreira em pós-temporada, com 46. Por duas vezes na partida contra os Ravens, o time viu-se em uma desvantagem de quatorze pontos. Tom liderou, então, seu time, correndo atrás do resultando e marcando pontos em longas e efetivas campanhas. O defensor Duron Harmon sacramentou a vitória ao interceptar o quarterback adversário Joe Flacco na jogada final da partida. Pela nona vez na carreira e quarta vez consecutiva, Brady e o New England Patriots iriam disputar o AFC Championship Game. Na final de conferência, Tom e seus comandados não tiveram dificuldades contra o Indianapolis Colts. Uma vitória contundente por 45 a 7 sagrou-os campeões da AFC e garantiu uma vaga no Super Bowl (a sexta vez que o jogador foi para as finais da liga, passando a marca de John Elway).
No Super Bowl XLIX, Brady teve uma ótima atuação, lançando para 328 jardas e quatro touchdowns, apesar de duas interceptações. Este foi o quarto título de sua carreira, igualando-se neste quesito a seu ídolo de infância, o também quarterback Joe Montana. Ele também igualou-se a Montana no número de vezes em que foi eleito o jogador mais valioso das finais (três).

#### Temporada de 2015

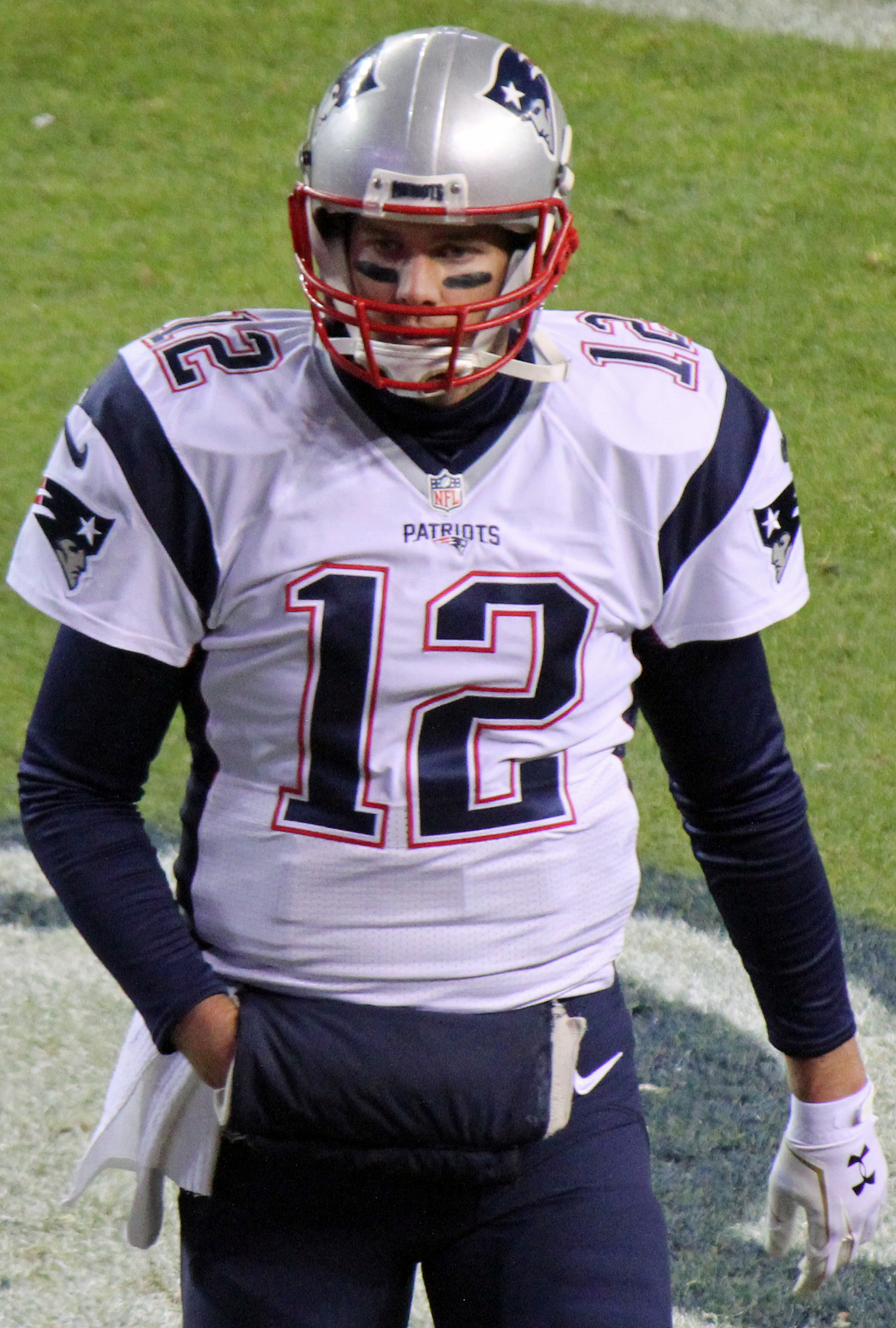
Tom Brady em 2015

O ano de 2015 começou ruim para Tom Brady e os Pats. Um escândalo, que ficou conhecido como "Deflategate", tomou conta da imprensa esportiva americana. O caso teria acontecido durante a final da AFC, contra o Indianapolis Colts, quando as bolas utilizadas durante o jogo (que ficam sob cuidados da equipe da casa, que, neste caso, era os Patriots) teriam sido murchadas propositalmente, para dar uma vantagem ao New England. Brady inicialmente negou, para jornalistas e para a liga, ter conhecimento desses eventos. Contudo, uma investigação subsequente afirmou, de forma preliminar, que Brady teria dado seu consentimento tácito para que as bolas fossem murchadas. Em maio, a NFL anunciou que o jogador seria suspenso pelos primeiros quatro jogos da temporada daquele ano. O time também foi punido com uma multa de um milhão de dólares e perdeu sua escolha de primeira rodada no recrutamento de 2016. Contudo, em 3 de setembro, o juiz Richard M. Berman, de uma corte de Nova Iorque, decidiu atender ao pedido da apelação e anulou a suspensão imposta a Brady, efetivamente o liberando para jogar na semana um da temporada de 2015.
No jogo de abertura do ano, Brady liderou os Patriots a uma vitória contra os Steelers por 28 a 21. Ele lançou para 288 jardas e quatro touchdowns, três deles para Rob Gronkowski. Este resultado foi a 161ª vitória na sua carreira, todas com o mesmo time, passando o recorde do também quarterback Brett Favre com o Green Bay Packers como o QB mais vitorioso da história da liga em temporada regular. Na semana seguinte, Tom teve mais um bom jogo ao lançar para 466 jardas e três TDs contra os Bills. Nos primeiros cinco jogos do ano, Brady lançou para quatorze touchdowns e apenas uma interceptação e tinha um rating de 118,4. Sua performance continuaria acima da média nas semanas seguintes.
Os Patriots, contudo, sofreram devido a contusões no seu ataque, incluindo o recebedor Julian Edelman, e o time acabou perdendo para o Denver, que não tinha Peyton Manning (contundido), após dez vitórias seguidas na temporada de 2015. A equipe viria então a perder três dos cinco jogos seguintes, encerrando o ano com doze vitórias e quatro derrotas pelo quarto ano seguido, empatada com o Cincinnati Bengals e o Denver Broncos como a melhor campanha da AFC. Contudo, devido à derrota sofrida para o Denver, os Patriots terminaram em segundo lugar na conferência. Brady fechou o ano com 36 touchdowns e apenas sete interceptações.
Com o retorno de Julian Edelman para o time após uma contusão no pé, os Patriots conseguiram derrotar os Chiefs no playoff de divisão, por 27 a 20. Na fase seguinte, a equipe enfrentou novamente os Broncos, desta vez com um Peyton Manning saudável no time. Este foi o 17.º encontro entre os dois jogadores, com Manning já anunciando sua aposentadoria no fim daquela temporada. A defesa dos Broncos importunou Brady durante a partida inteira, e ele completou apenas 27 de 56 passes, com duas interceptações e apenas um touchdown, e os Patriots acabaram perdendo, por 20 a 18, após Tom falhar no drive final. Os Broncos foram para o Super Bowl e conquistariam o título.

#### Temporada de 2016
Após cumprir uma suspensão de quatro partidas, Brady fez sua estreia na temporada de 2016 em 9 de outubro, completando 28 de 40 passes para 406 jardas e 3 touchdowns na vitória fora de casa dos Patriots sobre o Cleveland Browns por 33 a 13. Na semana seguinte, na sua primeira partida em casa, ele completou 29 de 35 passes para 376 jardas e três TDs em mais uma vitória, desta vez sobre o Cincinnati Bengals, por 35 a 17. Na semana 7, Brady novamente teve uma ótima performance, desta vez contra o Pittsburgh Steelers, em que completou 19 de 26 passes para 222 jardas e dois touchdowns. Os Patriots continuaram vencendo jogos em sequência, superando o Buffalo Bills por 41 a 25, com Brady lançando para 315 jardas e quatro touchdowns. Graças a estas performances nas suas quatro primeiras partidas, Tom foi eleito "Jogador Ofensivo do Mês" pela AFC em outubro.

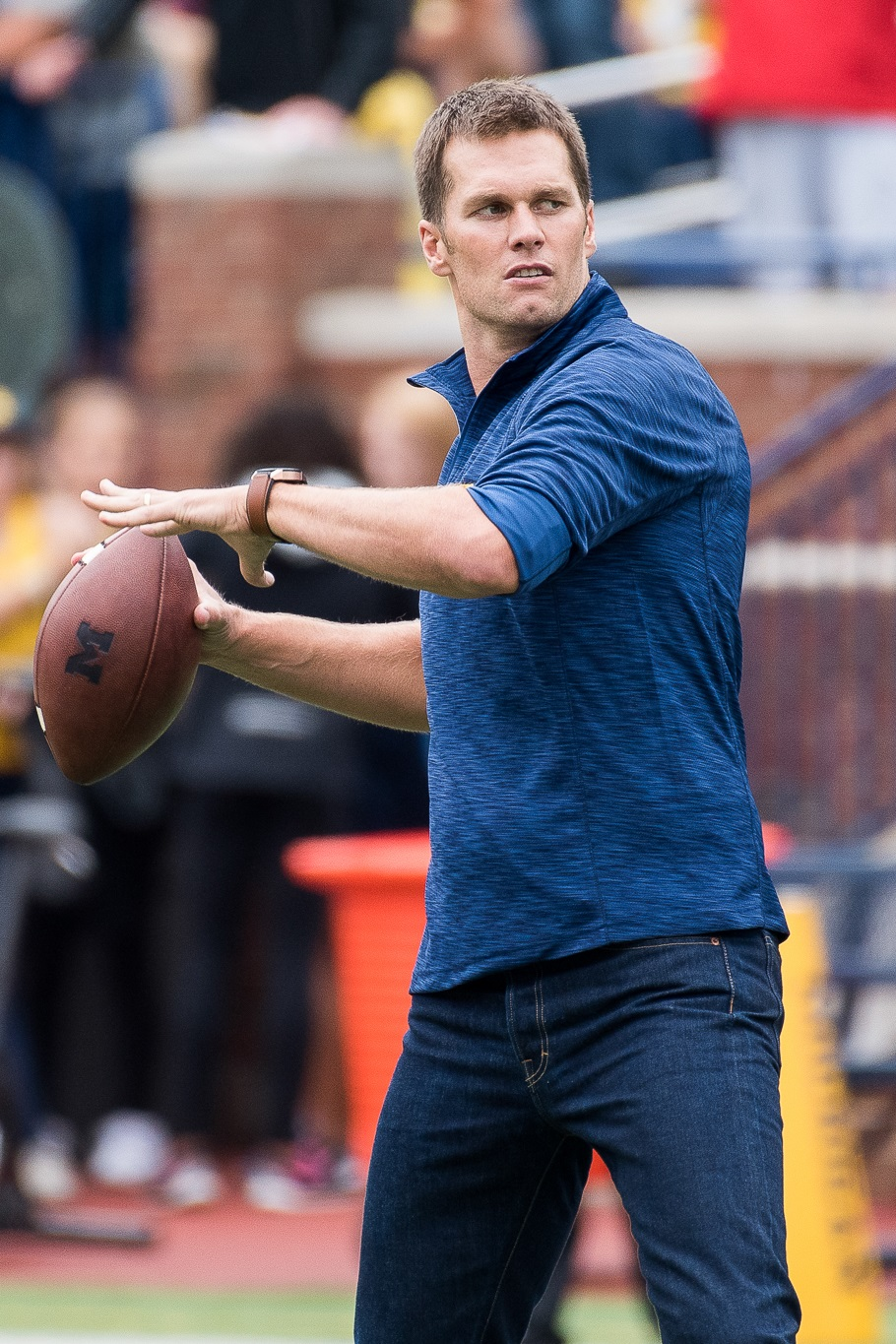
Brady em 2016

Após uma semana de descanso, Brady e os Patriots enfrentaram o Seattle Seahawks em uma revanche do Super Bowl XLIX. Tom completou 23 de 32 passes para 316 jardas, uma interceptação e nenhum touchdown, na primeira derrota do time na temporada, por 31 a 24 (durante o jogo, a liderança no placar foi alternada sete vezes). Na semana 11, Brady completou 24 de 40 passes para 280 jardas, quatro TDs e nenhuma interceptação, na vitória fora de casa por 30 a 17 sobre o San Francisco 49ers (seu time de infância). Por sua performance naquele jogo, ele foi eleito o "Jogador Ofensivo da Semana" pela AFC. Os quatro passes para touchdown lançados neste jogo deram a ele o total de 444 na carreira com um único time, quebrando o recorde de Brett Favre. Na semana seguinte, Brady teve outra grande atuação, completando trinta de cinquenta passes, para 286 jardas e dois TDs, em outra vitória, desta vez contra o New York Jets, por 22 a 17. Esta também foi a vitória de número 500 do New England Patriots (incluindo playoffs) na história da franquia. Neste jogo, Brady também tornou-se o quinto quarterback a alcançar a marca de sessenta mil jardas lançadas em temporada regular na carreira, juntando-se a Peyton Manning, Brett Favre, Drew Brees e Dan Marino. Na semana seguinte, Tom completou 33 de 46 passes, para 269 jardas e um touchdown, na vitória sobre o Los Angeles Rams por 26 a 10. Esta foi a 201.ª vitória de Tom Brady na carreira (incluindo playoffs), quebrando o recorde de Peyton Manning. Na semana 14, ele lançou para 406 jardas, três touchdowns e uma interceptação, na vitória por 30 a 23 sobre o Baltimore Ravens no Monday Night Football.
Na semana 15, Brady completou 16 de 32 passes, para 188 jardas, na vitória por 16 a 3 sobre o Denver Broncos. Neste triunfo, os Patriots garantiram o oitavo título seguido da divisão AFC East e a sétima folga seguida na primeira rodada dos playoffs, ambos recordes na NFL. Em 20 de dezembro, Brady foi nomeado para mais um Pro Bowl pela oitava temporada seguida (a 12.ª vez na carreira). Na semana seguinte, lançou para 214 jardas, três touchdowns e nenhuma interceptação, na vitória por 41 a 3 sobre os Jets. Na última semana da temporada, ele teve mais um ótimo jogo, com 25 de 33 passes completados e 276 jardas, além de três touchdowns, na vitória por 35 a 14 sobre o rival de divisão Miami Dolphins, em que os Patriots garantiram o mando de campo por toda a pós-temporada. Neste jogo, Brady passou Dan Marino como o quarto quarterback com mais jardas lançadas na carreira na história da liga. Brady terminou o ano passando para 28 touchdowns e sofrendo apenas duas interceptações, além de conseguir 3 554 jardas aéreas. Ele quebrou, assim, o recorde de Nick Foles na comparação touchdown/interceptação no ano, com uma performance muito elogiada. Ele foi nomeado AP All-Pro no ano, atrás de Matt Ryan, dos Falcons. Com quatorze vitórias em dezesseis jogos, os Patriots mais uma vez encerraram o ano com a melhor campanha da NFL.

##### Playoffs
O New England Patriots começou a pós-temporada (playoffs) na rodada divisional recebendo o Houston Texans, que tinha a melhor defesa da liga no ano. Brady completou 18 de 38 passes, para 287 jardas, dois touchdowns e duas interceptações, na vitória por 34 a 16. Este triunfo garantiu a sexta aparição seguida dos Patriots na final de conferência da AFC.
Na final da AFC, Brady lançou para 384 jardas, completando 32 de 42 passes, além de três touchdowns e nenhuma interceptação, na vitória sobre o Pittsburgh Steelers por 36 a 17. Com este triunfo, os Patriots garantiram sua nona aparição no Super Bowl, mais do que qualquer outro time na NFL. Brady e o treinador Bill Belichick conquistaram seu sétimo título de conferência, a melhor marca de uma dupla quarterback–treinador. Brady e os Patriots enfrentaram na final o campeão da NFC, o Atlanta Falcons, que tivera o melhor ataque da liga no ano. Os dois se enfrentaram no Super Bowl LI no NRG Stadium, em Houston, no estado do Texas, em 5 de fevereiro de 2017.

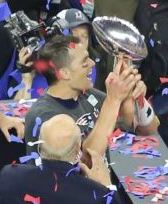
Brady erguendo o troféu de campeão do Super Bowl LI.

Na partida, Brady lançou para 466 jardas (um recorde das finais), completando 43 de 62 passes (outro recorde), dois touchdowns e uma interceptação. Nesse jogo, os Patriots estavam perdendo a partida por 28 a 3 perto do fim do terceiro período. Brady, então, orquestrou a maior virada (em termos de déficit de pontos) na história do Super Bowl e forçou a primeira prorrogação das finais da NFL na era do SB. Tom conduziu o ataque dos Patriots facilmente contra a cansada defesa do Atlanta, ajudando a construir a vitória por 34 a 28. Com esta vitória, Brady garantiu seu quinto anel de campeão do Super Bowl, igualando Charles Haley como o jogador com mais títulos de SB na história. Ao mesmo tempo, ele tornou-se o quarterback mais vitorioso na era do Super Bowl, com seu quinto título.

#### 2017

##### Pré-temporada
Em 12 de maio de 2017, Brady foi anunciado na capa do jogo Madden NFL 18.
Em uma entrevista para a CBS, em 17 de maio, Charlie Rose perguntou para a esposa de Brady, Gisele Bündchen, se ela queria que o marido se aposentasse, apesar de ele ainda estar jogando em alto nível. Bündchen mencionou que Brady havia sofrido uma concussão em 2016, dizendo: "Quero dizer, ele tem uma concussão praticamente todos os anos. Quer dizer, nós não falamos a respeito — mas ele tem concussões. Não acredito que isso seja algo saudável para qualquer um passar."
Após a entrevista de Bündchen, a NFL fez uma declaração: "Nós revisamos todos os relatórios feitos sobre Tom Brady de consultores de neurotrauma e treinadores certificados de atletas que trabalharam com os Patriots em 2016, além de relatórios do time que foram mandados para o escritório da liga. Não há registros que indiquem que o senhor Brady sofreu um machucado na cabeça ou uma concussão, ou exibiu ou reclamou de sintomas de concussão. Hoje nós entramos em contato com a NFLPA (associação de jogadores) e trabalharemos para conseguir mais informações da equipe médica do clube e do senhor Brady." O agente do jogador, Don Yee, disse que Tom Brady não fora diagnosticado com uma concussão durante a temporada de 2016.

##### Temporada regular

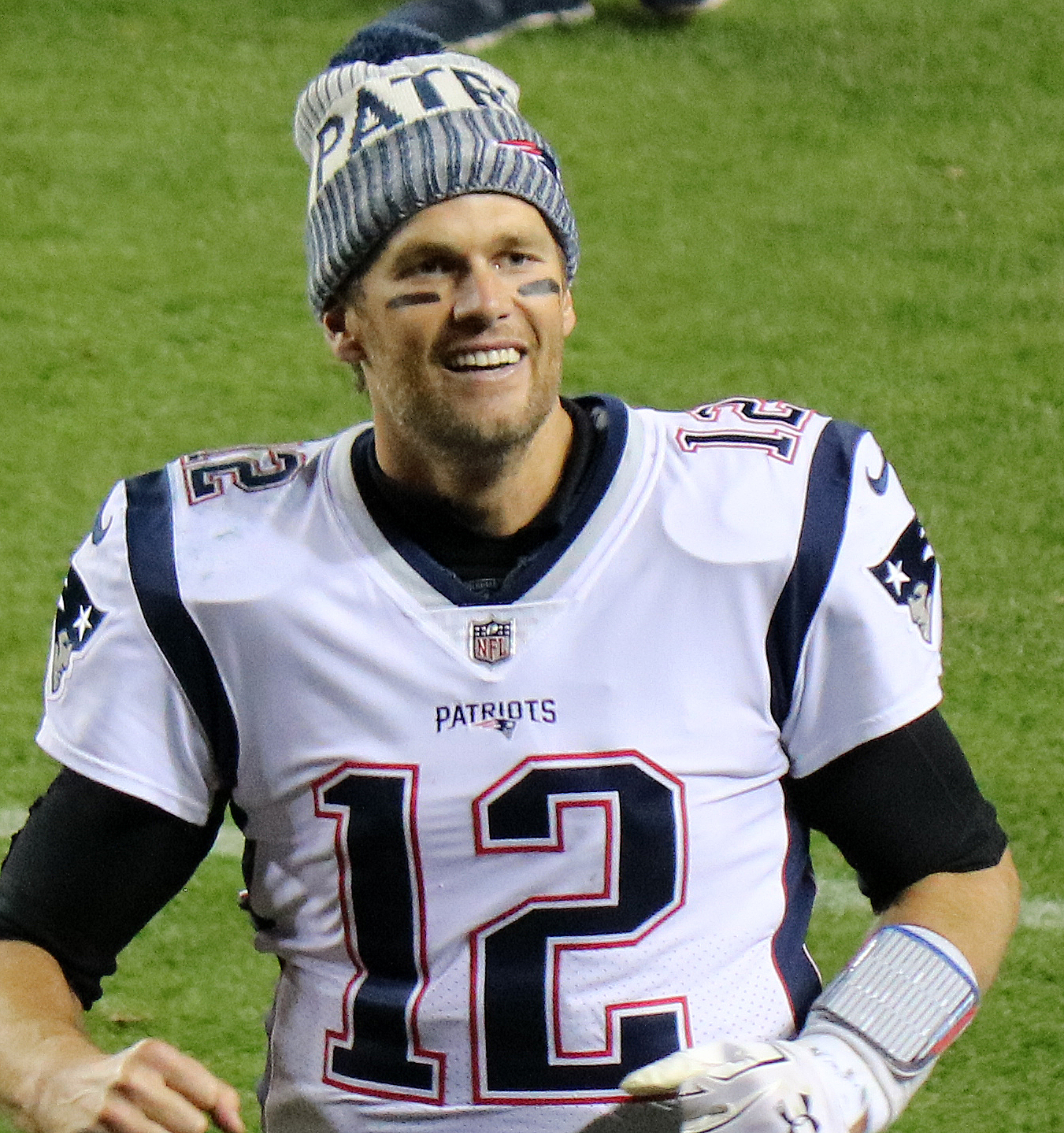
Brady em 2017

Os Patriots começaram a temporada de 2017 em 7 de setembro, jogando em casa contra o Kansas City Chiefs. Brady lançou para 267 jardas, mas seu time acabou perdendo por 42 a 27. Na semana seguinte, Brady lançou para três touchdowns no primeiro quarto de um jogo (a primeira vez na carreira que fez isso), em uma vitória por 36 a 20 sobre o New Orleans Saints. Devido a sua performance, ele recebeu, pela 28.ª vez, o prêmio de Jogador Ofensivo da Semana da AFC. Assim, ele passou Peyton Manning com a maior quantidade desses prêmios acumulados na carreira. Ele foi novamente nomeado pela AFC como Jogador Ofensivo da Semana na partida seguinte, quando lançou para 378 jardas e cinco touchdowns na vitória de virada do New England por 36 a 33 sobre o Houston Texans. Brady liderou seu time a mais duas vitórias seguidas, fazendo dele um dos quarterbacks mais vitoriosos da temporada regular da NFL, com 186 partidas vencidas, empatando com Peyton Manning e Brett Favre. Em 10 de outubro, foi anunciado que Brady fora diagnosticado com uma ligação do músculo do ombro esquerdo (do braço que não lança a bola) torcido. Na semana 6, os Patriots passaram pelo New York Jets por 24 a 17, quando Brady lançou para 257 jardas, dois touchdowns e uma interceptação. Esta foi a vitória número 187 dele, tornando-o oficialmente o quarterback mais vencedor na história das temporadas regulares da liga. Na semana seguinte, os Patriots receberam o Atlanta Falcons, num reencontro do Super Bowl LI, no Sunday Night Football. Brady liderou seu time à vitória por 23 a 7, completando 21 de 29 passes para 249 jardas e 2 TDs. Na semana seguinte, Tom completou 32 de 47 passes para 333 jardas e um touchdown em mais uma vitória, desta vez contra o Los Angeles Chargers, por 21 a 13. Assim, os Patriots encerraram a primeira metade da temporada com seis vitórias em oito jogos.
Após uma semana de folga, Brady e os Patriots viajaram para Denver no Sunday Night Football, para enfrentar os Broncos. O New England não teve dificuldades para vencer a partida por 41 a 16, com Tom completando 25 de 34 passes para 266 jardas e três touchdowns. Ele foi mais uma vez nomeado Jogador Ofensivo da Semana na AFC, pela terceira semana na temporada. Após passar uma semana treinando na Academia da Força Aérea dos Estados Unidos, em Colorado Springs, Colorado, Brady e os Patriots viajaram à Cidade do México, para um jogo especial de temporada regular contra o Oakland Raiders. Assim como na semana anterior, os Patriots venceram com facilidade, por 33 a 8. Brady completou 30 de 37 passes para 339 jardas e três touchdowns. Na semana seguinte, contra os Dolphins, Brady angariou 227 jardas, quatro touchdowns e uma interceptação na vitória por 35 a 17. Tom, neste jogo, tornou-se o primeiro quarterback com mais de quarenta anos de idade a lançar para quatro TDs, o que lhe rendeu o prêmio de "Jogador Ofensivo do Mês" de novembro.
Na semana 13, uma pequena polêmica surgiu quando Brady, numa vitória sobre o Buffalo Bills, brigou com seu coordenador ofensivo, Josh McDaniels, após uma jogada ter sido mal executada no primeiro quarto. Tom afirmou que esta não havia sido a primeira vez que ele havia discutido com McDainels, com quem ele trabalhava havia treze anos, descrevendo sua relação com ele como "frutífera". Os Patriots então venceram as duas partidas seguintes, garantindo o título de divisão da AFC East pelo nono ano seguido. Em 19 de dezembro, Brady foi nomeado para o seu 13.º Pro Bowl na carreira. Na véspera de natal, o New England venceu o Buffalo Bills, com Tom lançando para 224 jardas e dois touchdowns, garantindo a melhor campanha da AFC pelo oitavo ano seguido, folgando na primeira rodada dos playoffs também pelo oitavo ano seguido. Na semana seguinte, com outra vitória, desta vez sobre o New York Jets, eles ainda garantiram que jogariam em casa durante todos os playoffs da AFC. Tom Brady terminou a temporada regular de 2017 liderando a liga com 4 577 jardas aéreas, tornando-se o jogador mais velho a liderar a NFL em jardas num ano. Ele foi nomeado All-Pro pela Associated Press pela terceira vez na sua carreira, devido a sua boa performance. Com quarenta dos cinquenta votos, Brady ainda foi eleito Jogador Mais Valioso da liga, pela terceira vez na carreira.

##### Playoffs
Brady e os Patriots começaram a pós-temporada recebendo o Tennessee Titans nos playoffs de divisão. Tom completou 35 de 53 passes para 337 jardas, três touchdowns e nenhuma interceptação, na vitória de seu time por 35 a 14. Os Patriots avançaram para as finais de conferência da AFC pelo sétimo ano seguido. Entre os jogos, foi revelado que Brady tinha sofrido um corte na mão direita, que requereu pontos. Apesar deste machucado, Brady jogou normalmente na final de conferência, quando seu time enfrentou e derrotou o Jacksonville Jaguars por 24 a 20, com um TD aéreo no final para virar o jogo. Ele terminou o jogo com 26 passes completados (de 38 tentados), 290 jardas, dois touchdowns e novamente nenhuma interceptação. Esta vitória deu a Brady e a Bill Belichick seu oitavo título de conferência e garantiu os Patriots no Super Bowl LII, a décima aparição do time na grande final, ambos recordes da NFL.
No Super Bowl LII, os Patriots enfrentaram o Philadelphia Eagles e Nick Foles, o quarterback reserva que virou titular pouco antes dos playoffs. Brady completou 28 passes de 48 tentados, para três touchdowns, sem interceptações, mas sofreu um fumble que ajudou a selar o destino da partida. Tom também lançou para 505 jardas, um recorde no Super Bowl — que também foi a melhor marca em qualquer jogo de pós-temporada na história da NFL. Apesar dos bons números de Brady e dos Patriots, os Eagles venceram por 41 a 33. Esta foi a terceira derrota de Brady em suas oito aparições no Super Bowl.

#### Temporada de 2018
Brady começou sua décima-nona temporada profissional com uma vitória sobre o Houston Texans, em que lançou para 277 jardas, três touchdowns e uma interceptação. Logo em seguida, vieram duas derrotas consecutivas, para o Jacksonville Jaguars e o Detroit Lions, antes que Brady pudesse levar os Patriots, novamente a uma vitória, com uma performance abaixo da média, lançando para 274 jardas, três touchdowns e duas interceptações contra o Miami Dolphins, na semana 4. Na semana seguinte, veio mais uma vitória, desta vez contra o Indianapolis Colts, por 38 a 24, com Tom lançando para 341 jardas aéreas, três TDs e novamente duas interceptações. Um dos seus passes para touchdown foi para o wide receiver Josh Gordon, que se tornou o 71.º recebedor a receber um passe para TD de Brady, recorde na NFL.
Em agosto, vieram vitórias apertadas contra o Kansas City Chiefs, por 43 a 40 no Sunday Night Football e por 38 a 31 contra o Chicago Bears, quando Brady acumulou 617 jardas, quatro touchdowns e uma interceptação. Na semana 13, Brady alcançou a marca de mil jardas terrestres em sua carreira, durante a vitória por 24 a 10 contra o Minnesota Vikings, tornando-se o jogador mais velho a alcançar esta marca desde 1970. Duas semanas mais tarde, numa derrota para o Pittsburgh Steelers, Brady alcançou a marca de setenta mil jardas aéreas na carreira, tornando-se o quarto quarterback a conseguir tal feito na história da liga.
Na semana 16, contra os Bills, Brady lançou para apenas 126 jardas, mas conseguiu garantir a vitória dos Patriots e o título por antecipação da divisão AFC East, pelo décimo ano seguido e a 16.ª vez em dezoito temporadas. No último jogo da temporada regular, Tom completou 24 de 33 passes para 250 jardas e quatro touchdowns, numa vitória por 38 a 3 sobre o New York Jets, que garantiu a segunda melhor campanha da AFC aos Patriots e uma folga na primeira semana dos playoffs. Brady terminou a temporada com 375 passes completados de 570 tentados (65,8% de aerto), 4 355 jardas aéreas, 29 touchdowns lançados e 11 interceptações.

##### Playoffs
Após folgar na primeira semana, os Patriots começaram sua pós-temporada enfrentando o Los Angeles Chargers no playoff de divisão. O New England venceu o jogo por 41 a 28, com Brady completando 34 de 44 passes para 343 jardas, um touchdown e nenhuma interceptação. Com a vitória, os Patriots avançaram para o AFC Championship Game pelo oitavo ano seguido, enfrentando o Kansas City Chiefs no Arrowhead Stadium. Na final de conferência, o New England abriu o jogo com uma campanha de oitenta jardas, feita em quinze jogadas, que terminou com um TD terrestre de Sony Michel. Os Patriots chegaram ao intervalo à frente no placar: 14 a 0. Contudo, os Chiefs se recuperaram e ao final do tempo regulamentar a partida estava empatada por 31 a 31. Na prorrogação, Brady liderou os Patriots numa campanha inicial de 75 jardas que terminou num touchdown terrestre de duas jardas por Rex Burkhead, vencendo o jogo na morte súbita. Essa vitória garantiu a nona presença de Tom Brady no Super Bowl (e a terceiro seguida). Brady terminou a final de conferência completando 30 de 46 passes para 348 jardas, um touchdown e duas interceptações.
No Super Bowl LIII, contra o Los Angeles Rams, Brady completou 21 de 35 passes para 262 jardas, nenhum TD e uma intercepção, na vitória dos Patriots por 13 a 3, no Super Bowl com o menor total de pontos na história. Este foi o sexto título de campeão da liga conquistado por Tom Brady e pelo New England. Brady tornou-se o primeiro jogador a ter seis títulos de Super Bowl e também o quarterback mais velho (aos 41 anos), a vencer a final do campeonato.

#### Temporada de 2019

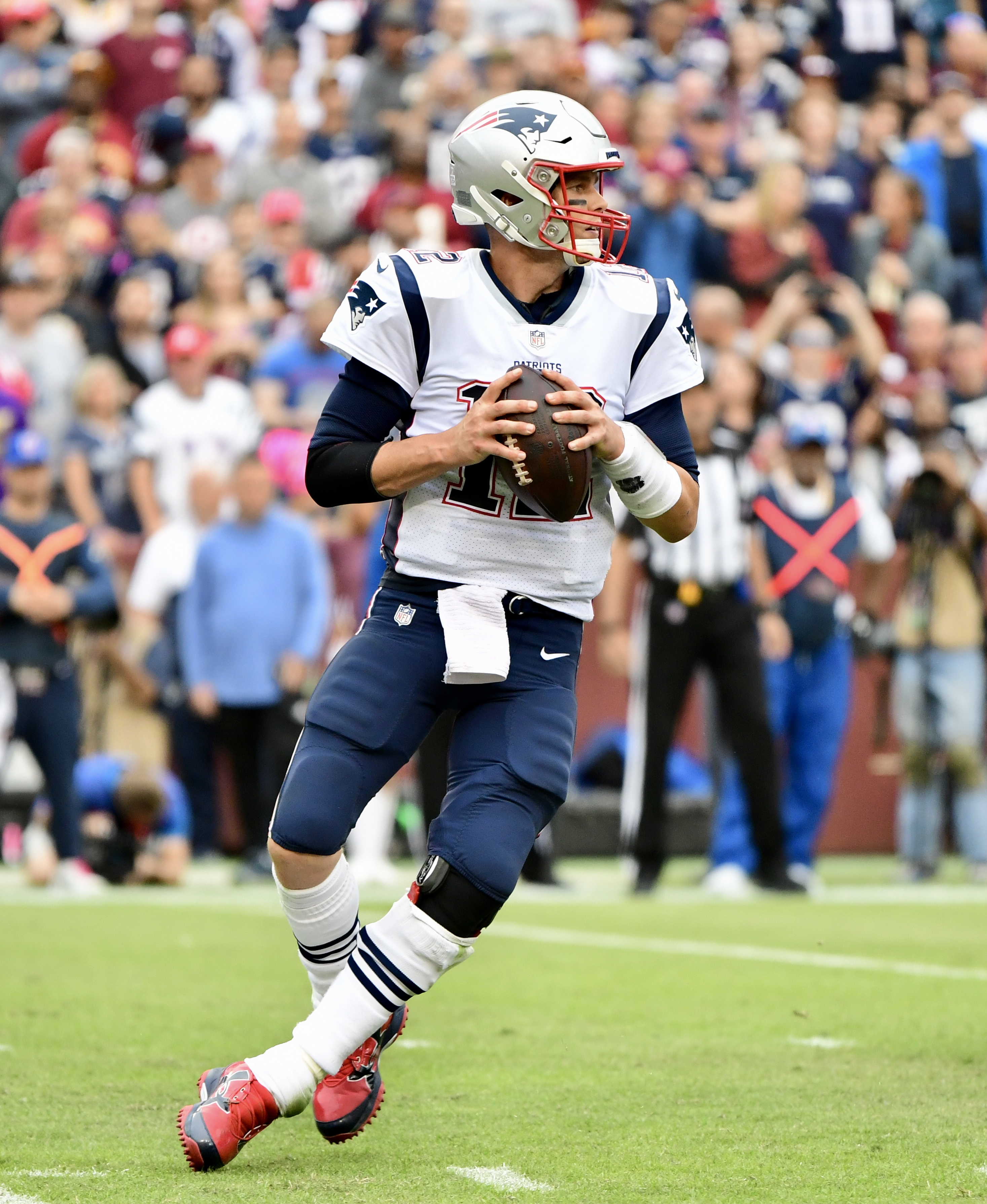
Brady, em 2019, no seu último ano em New England.

Em 4 de agosto de 2019, um dia após seu aniversário de 42 anos, Brady assinou uma extensão contratual com os Patriots, por dois anos, valendo setenta milhões de dólares e cobrindo as temporadas de 2020 e 2021. Contudo, os termos do contrato davam a ele a oportunidade de se tornar um free agent em 2020, se assim optasse.
Tom Brady começou sua vigésima temporada na NFL completando 24 de 36 passes para 341 jardas e três touchdowns, na vitória por 33 a 3 contra o Pittsburgh Steelers. Na semana seguinte, veio outra boa vitória, por 43 a 0, contra o rival de divisão Miami Dolphins, quando Brady completou 20 de 28 passes para 264 jardas e três TDs (um deles terrestre). Na semana 5, após outra vitória, por 33 a 7, contra o Washington Redskins, Brady passou Brett Favre no terceiro lugar da lista de quarterbacks com mais jardas aéreas lançadas. Na semana seguinte, Brady tornou-se o segundo QB com mais jardas na carreira ao passar Peyton Manning, ficando atrás apenas de Drew Brees.
Contudo, a temporada de 2019 seria um dos piores anos da carreira de Brady em termos de números, desde 2014. A performance do jogador claramente parecia abaixo da média, lutando contra uma linha ofensiva ruim e sem recebedores de renome, à exceção de Julian Edelman (embora este também tenha jogado abaixo das expectativas). Os Patriots começaram a temporada vencendo os oito primeiros jogos, mas depois perderam quatro partidas na segunda metade do ano, incluindo derrotas seguidas nas semanas 13 e 14, para o Houston Texans e o Kansas City Chiefs, respectivamente. O rating da carreira de Brady caiu na lista dos melhores da NFL, indo de quarto para sexto. Na semana 15, contra o Cincinnati Bengals, a vitória dos Patriots por 34 a 13 garantiu que o time iria para os playoffs pelo 11.º ano seguido, apesar da performance ruim de Brady naquele jogo, com ele lançando para 128 jardas e apenas dois touchdowns. Na semana 17, contra o Miami Dolphins, Tom lançou para 221 jardas, dois touchdowns e uma interceptação, que foi retornada pela defesa de Miami para a endzone, na derrota dos Patriots por 27 a 24, que pela primeira vez em dez anos negou ao time uma semana de folga na primeira rodada da pós-temporada. Porém, ainda assim, neste jogo Brady passou Peyton Manning como o segundo jogador com mais touchdowns lançados na carreira na história da NFL, com 540 TDs aéreos.
Pela primeira vez desde 2008, o ano em que ele contundiu seu ligamento cruzado anterior, Brady não foi selecionado para o Pro Bowl. Contudo, a revista Sporting News nomeou-o "Atleta da Década da NFL".
Apesar de terminarem a temporada com uma campanha boa de doze vitórias e quatro derrotas, sendo campeões de divisão pelo décimo-primeiro ano seguido, os Patriots não garantiram uma folga na primeira semana da pós-temporada e foram forçados a jogar a rodada de repescagem pela primeira vez desde 2009, enfrentando o Tennessee Titans. Brady jogou a partida muito aquém das expectativas. Faltando quinze segundos para o fim da partida, na linha de uma jarda do seu campo de defesa e perdendo por 14 a 13, ele tinha a bola na não para tentar salvar a temporada, porém seu 37.º passe no jogo foi interceptado e a bola foi retornada para touchdown por Logan Ryan (ex-jogador dos Pats), selando a derrota por 20 a 13 contra os Titans. Isto marcou a primeira vez desde a temporada de 2010 que os Patriots não venceram pelo menos um jogo numa pós-temporada.

### Tampa Bay Buccaneers

#### Temporada de 2020

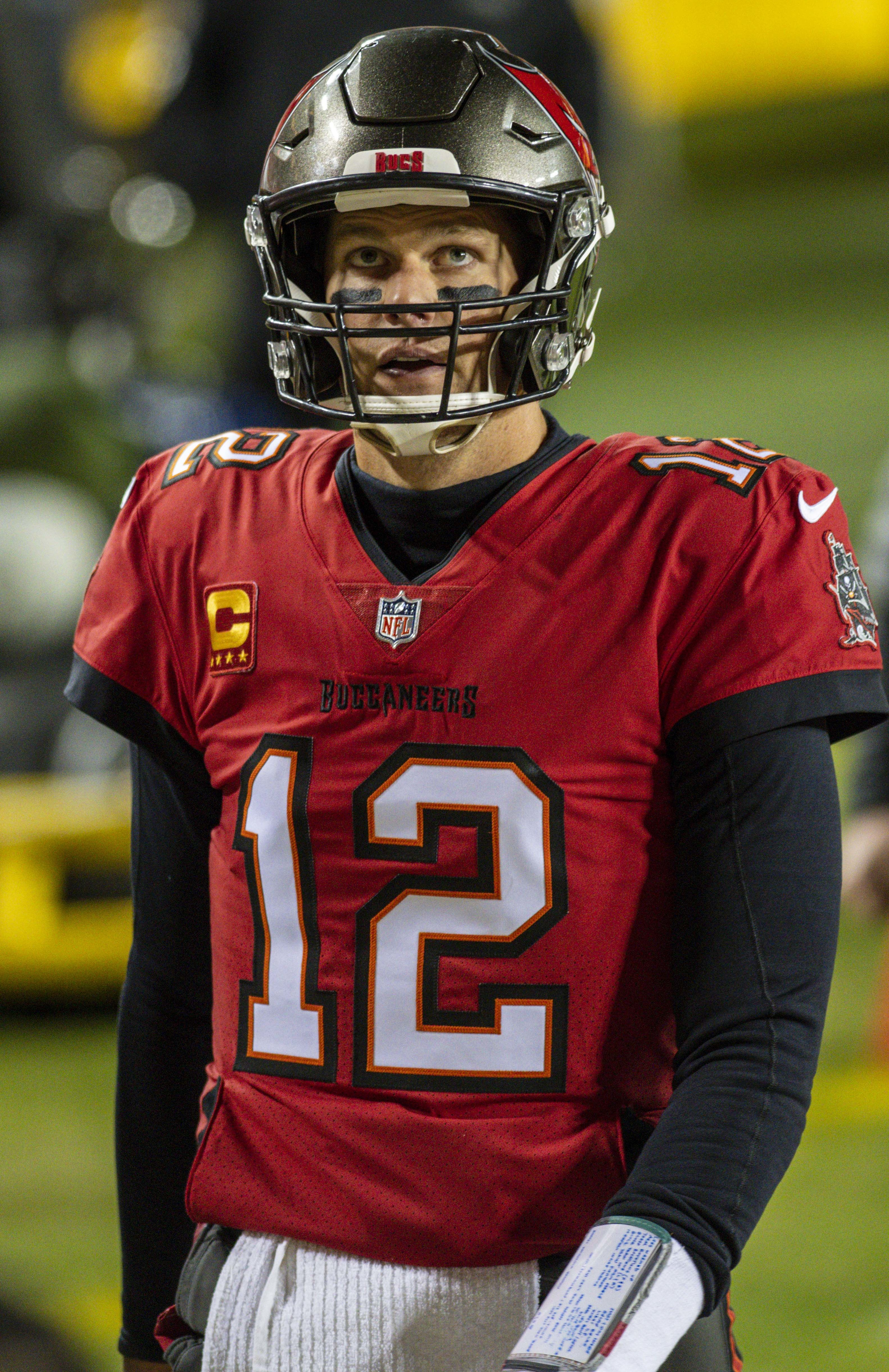
Tom Brady em janeiro de 2021, com a camisa dos Buccaneers.

Em 2019, quando renovou seu contrato com o New England Patriots, Brady recebeu a opção de ser liberado do acordo, no fim do ano, se assim preferisse. Após uma temporada ruim com os Patriots, rumores e especulações começaram a surgir sobre sua possível saída e eventual destino. Em 17 de março de 2020, ele encontrou-se com Robert Kraft, dono do time, e comunicou que acionaria a cláusula do seu contrato que permitia a ele ser um free agent e testar o mercado. Kraft agradeceu Brady por todas as suas contribuições ao time e, mais tarde, colocou notas de agradecimento em outdoors em rodovias que cortavam o estado de Massachusetts.
Brady então ouviu propostas de diversos times e optou, em 20 de março, por assinar com o Tampa Bay Buccaneers, um time jovem com três recebedores que foram para o Pro Bowl no ano anterior. O contrato firmado foi de dois anos, totalizando cinquenta milhões de dólares (totalmente garantidos), com mais 4,5 milhões por ano em incentivos. Um mês depois, o tight end Rob Gronkowski decidiu deixar a aposentadoria e juntou-se aos Buccaneers e a Brady, com quem tinha jogado por nove temporadas em New England.
Em sua estreia com os Buccaneers, Brady (que na época era o jogador mais velho da liga, com 43 anos) liderou seu novo time contra o New Orleans Saints de Drew Brees, em 13 de setembro, completando 23 de 36 passes para 239 jardas, dois touchdowns e duas interceptações, correndo ainda para um TD, na derrota por 34 a 23. Brady conseguiu, em seguida, emplacar três bons jogos, incluindo uma vitória sobre o Los Angeles Chargers, quando acertou 30 de 46 passes para 369 jardas, cinco touchdowns e apenas uma interceptação. Essa foi a sétima vez na carreira de Tom que ele lançou para pelo menos cinco TDs em um jogo. Aos 43 anos, ele tornou-se o quarterback mais velho a ter um jogo como este, o que lhe deu o prêmio de Jogador de Ataque da Semana na NFC. Na semana seguinte, contra o Chicago Bears, Brady lançou para 253 jardas e um touchdown na derrota por 20 a 19. Nesta partida, numa quarta descida faltando 33 segundos, ele acabou lançando um passe incompleto e então levantou a mão mostrando quatro dedos. Isso levou muitos a acreditar que Brady tinha perdido a noção de qual descida era. Ele, porém, posteriormente falou que sabia em qual descida estava. Na semana 7, contra o Las Vegas Raiders, o quarterback dos Buccaneers conseguiu 369 jardas e quatro touchdowns, incluindo um terrestre, numa vitória por 45 a 20. Durante o mês de outubro, Brady acumulou 1 157 jardas aéreas, doze touchdowns passados e um terrestre, lançando apenas uma interceptação, o que fez com que ele fosse nomeado como Jogador Ofensivo do Mês da conferência NFC.
Na semana 9, em um novo confronto contra o New Orleans, Brady lançou para apenas 209 jardas e três interceptações durante a derrota por 38 a 3. Esta foi a maior derrota, em termos de diferença de pontos, na carreira do jogador. Contudo, Brady conseguiu se recuperar na semana seguinte, contra o Carolina Panthers, ao lançar para 341 jardas, três touchdowns passados e um TD terrestre, com um passer rating de 124,0 (de 158), na vitória por 46 a 23. Na semana 15, numa partida contra Atlanta Falcons, Brady teve um outro bom jogo, lançando para 390 jardas e dois TDs numa vitória de virada por 31 a 27.
Na semana 16 da temporada, contra o Detroit Lions, Brady completou 22 de 27 passes para 348 jardas, quatro touchdowns e um rating perfeito de 158,3 no primeiro tempo e acabou sendo substituído, para se preservar, na segunda metade do jogo, pelo reserva Blaine Gabbert, na vitória por 47 a 7. Esse resultado encerrou uma sequência de treze anos em que o Buccaneers ficou de fora da pós-temporada. No último jogo da temporada, ele lançou para 399 jardas, quatro TDs e uma interceptação, na segunda vitória sobre os Falcons, por 44 a 27. No geral, Brady terminou a temporada regular de 2020 com 4 633 jardas aéreas, quarenta touchdowns (a segunda melhor marca da carreira) e doze interceptações, com sua equipe vencendo onze dos dezesseis jogos no ano.

##### Playoffse sétimo Super Bowl

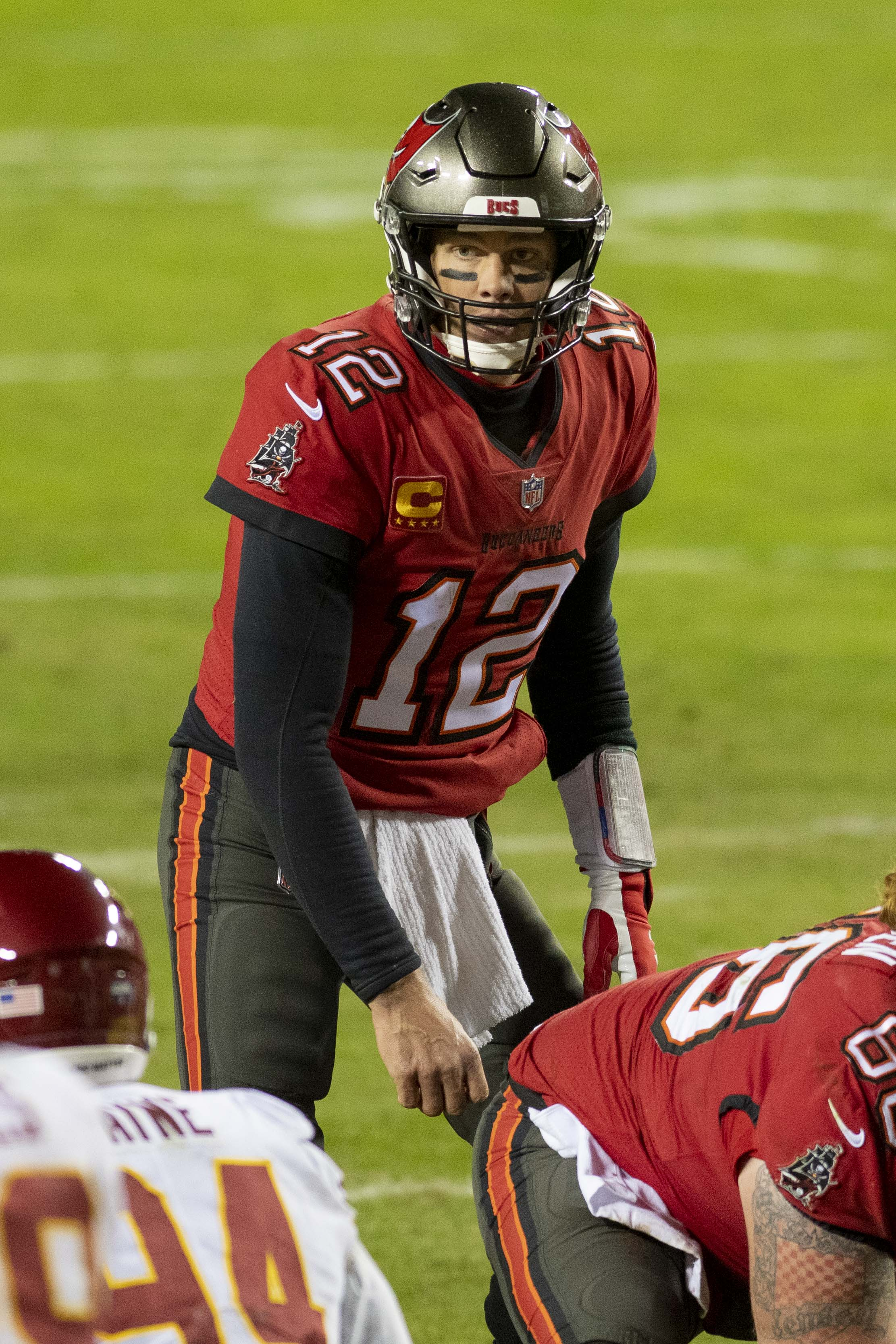
Brady, em janeiro de 2021, num jogo de pós-temporada contra Washington.

O primeiro jogo de pós-temporada foi contra o Washington Football Team: Brady lançou para 381 jardas e dois touchdowns na vitória por 31 a 23. Na partida, ele tornou-se o jogador mais velho a lançar um touchdown em um jogo de playoff da NFL.
Já na rodada de divisão, na semana seguinte, os Buccaneers enfrentaram o New Orleans Saints. Essa foi a terceira vez na temporada que os dois times se enfrentaram, sendo que nos dois jogos anteriores, o Tampa Bay acabou perdendo, com Brady jogando mal. Tom acabou tendo uma partida modesta, lançando para 199 jardas e dois touchdowns e correndo para um terceiro, na vitória por 30 a 20 da sua equipe. O quarterback dos Saints, Drew Brees, e Brady tinham mais de quarenta anos de idade e, em termos de estatística, eram os dois jogadores que mais lançaram jardas e touchdowns na história da NFL, o que trouxe muita atenção midiática para esta partida. Brady estendeu seu recorde de mais aparições em finais de conferência, com quatorze disputadas (sendo treze em New England), o dobro de Joe Montana (que participou de sete finais de conferência).
Na final de conferência da NFC, Brady lançou para três touchdowns e três interceptações na vitória por 31 a 26 sobre Aaron Rodgers e o Green Bay Packers, no Lambeau Field. Assim, Brady classificou-se para seu décimo Super Bowl, mais do que qualquer outro jogador na história da liga. Além disso, Brady também foi apenas o segundo quarterback a liderar dois times diferentes ao Super Bowl por duas conferências diferentes, junto com Craig Morton. Os Buccaneers ainda tornaram-se o primeiro time a jogar a final do campeonato em casa (o estádio do Super Bowl é escolhido previamente, antes de a temporada começar).
No Super Bowl LV, disputado em 7 de fevereiro de 2021, Brady lançou para 201 jardas e três touchdowns na vitória de Tampa Bay por 31 a 9 sobre o Kansas City Chiefs, campeão da temporada anterior. Ele acabou sendo nomeado o MVP das finais (pela quinta vez), com ele estabelecendo um recorde com seu tight end Rob Gronkowski, como a dupla quarterback-recebedor com mais TDs, sendo catorze no total, superando a marca anterior, de Joe Montana e Jerry Rice. Esta foi a sétima conquista de Super Bowl por Tom Brady, tornando-o o jogador mais vitorioso da história da NFL. Ele tornou-se apenas o segundo quarterback a liderar dois times diferentes à vitória num Super Bowl e o primeiro a fazê-lo em duas conferências diferentes.
Em 11 de fevereiro, após o encerramento da temporada, foi reportado que Brady havia passado boa parte de 2020 com um desconforto no joelho e, assim, faria uma artroscopia para pequenas reparações.

#### Temporada de 2021
Em março de 2021, Brady assinou uma extensão contratual de um ano com os Buccaneers para mantê-lo na equipe até pelo menos 2022.

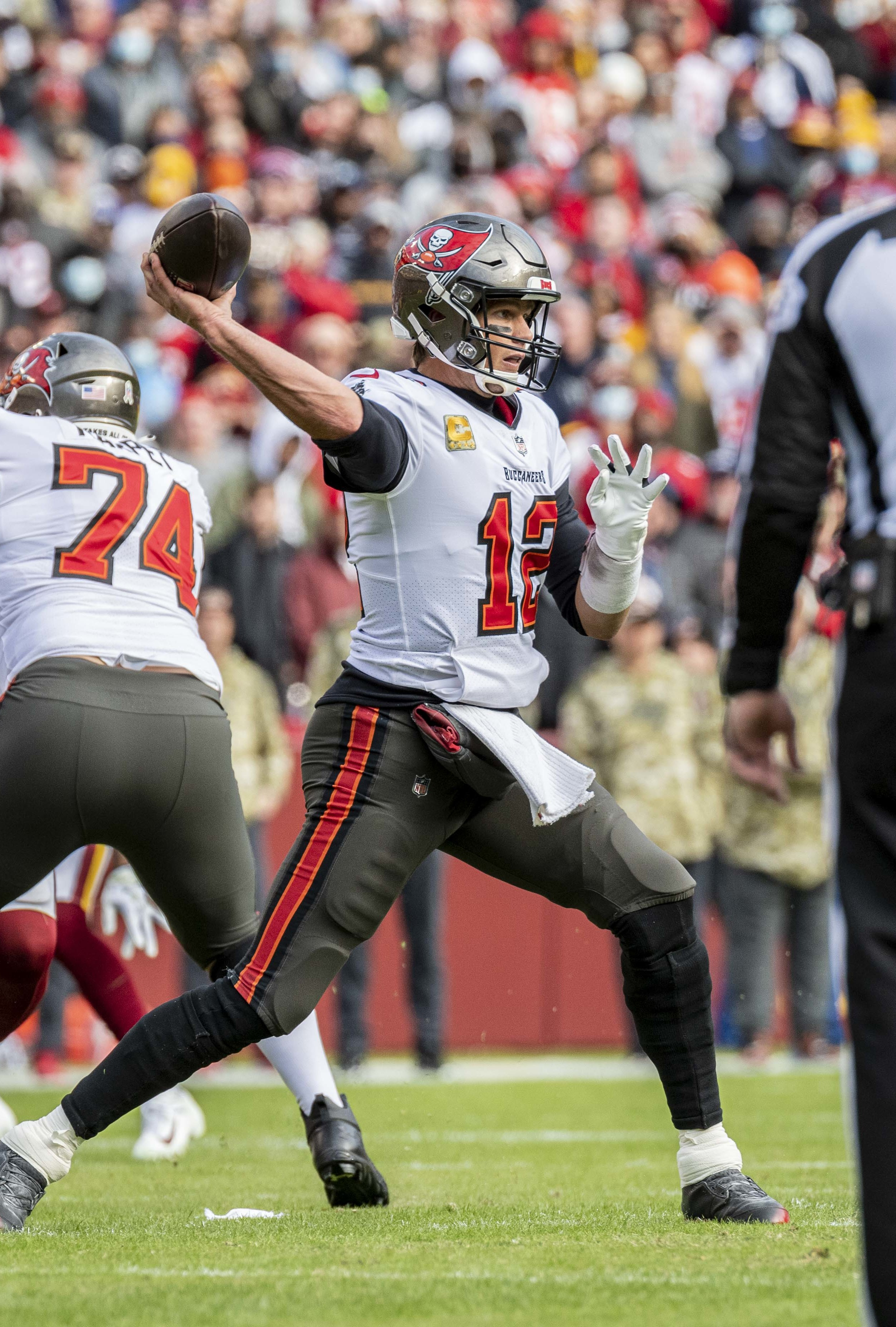
Brady em novembro de 2021.

No jogo de abertura da temporada de 2021, contra o Dallas Cowboys, Brady lançou para 379 jardas, quatro touchdowns e duas interceptações, liderando os Buccaneers a uma vitória por 31 a 29. Brady e o tight end Rob Gronkowski tornaram-se a segunda dupla quarterback-recebedor a alcançar a marca de cem passes para touchdown, juntando-se a Peyton Manning e Marvin Harrison. Na semana 3, contra o Los Angeles Rams, ele lançou para 432 jardas e dois touchdowns, juntando-se a Drew Brees como os únicos jogadores na história da NFL a alcançar a marca de oitenta mil jardas lançadas na carreira. Na semana 4, Brady retornou para New England após dois anos afastado, passando Brees como o maior passador da história da liga em termos de jardas. Ele quebrou o recorde com um passe de 28 jardas para o recebedor Mike Evans no primeiro quarto. Com a vitória sobre seu antigo time, Brady tornou-se o quarto quarterback na história da NFL a vencer todos os 32 times na liga, juntando-se a Brett Favre, Peyton Manning e Drew Brees.
Na semana 5, Brady lançou para 411 jardas e cinco touchdowns na vitória por 45 a 17 sobre o Miami Dolphins, o que lhe rendeu o prêmio de Jogador Ofensivo da Semana da NFC. Duas semanas mais tarde, ele tornou-se o primeiro quarterback na história da NFL a alcançar a marca de seiscentos passes para touchdown, com um passe de nove jardas para Mike Evans, na vitória sobre o Chicago Bears. Na semana 14, Brady passou Brees como o jogador com mais passes completados na história da liga e ainda se tornou o primeiro quarteback a alcançar a marca de setecentos passes para touchdown lançados na carreira, somando temporada regular e playoffs. Brady terminou a temporada de 2021 com um total de 485 passes completados e 5 316 jardas aéreas, 43 passes para touchdown e doze interceptações. Ele tornou-se o jogador mais velho a passar para cinco mil jardas na história da NFL, o que também foi a terceira melhor marca na história da liga.
Na rodada de repescagem dos playoffs, os Buccaneers enfrentaram o Philadelphia Eagles. Brady completou 29 de 37 passes para 271 jardas e lançou para dois touchdowns na vitória por 31 a 15. Brady e os Buccaneers avançaram para a rodada de divisão, onde enfrentaram o Los Angeles Rams, buscando revanche após a derrota sofrida durante a temporada regular. O jogo começou com os Bucs perdendo por 27 a 3 no terceiro quarto, até que Brady conseguiu orquestrar uma série de campanhas bem sucedidas, marcando 24 pontos para empatar a partida. Contudo, a defesa dos Buccaneers permitiu uma boa campanha para os Rams, que chutaram um field goal para garantir a vitória por 30 a 27 nos segundos finais, encerrando, assim, o ano de Tampa.
Após a derrota para os Rams, em 23 de janeiro de 2022, Brady não se comprometeu a jogar mais um ano e afirmou que não estava pensando nisso naquele momento. Na semana seguinte, jornalistas apuraram que a decisão de sua aposentadoria já havia sido tomada e que os Buccaneers já haviam sido informados, embora o agente do jogador, seu pai e outras pessoas próximas a ele negassem a informação. Contudo, em 1 de fevereiro de 2022, Brady formalmente anunciou sua aposentadoria, após vinte e duas temporadas na liga, por meio de uma postagem no Instagram. Na época do anúncio de sua aposentadoria, ele detinha vários recordes da NFL, incluindo mais jardas lançadas, passes para touchdown e vitórias, além de sete títulos de Super Bowl, tendo sido eleito ainda três vezes como Jogador Mais Valioso do ano, com muitos analistas afirmando já naquela época que Brady era "o melhor jogador de futebol americano de todos os tempos".

#### Temporada de 2022: Segunda aposentadoria
Em 13 de março de 2022, quarenta dias após o anúncio de sua aposentadoria e vários rumores, Brady anunciou que retornaria aos Buccaneers para a temporada de 2022. No jogo de abertura da temporada dos Buccaneers contra o Dallas Cowboys, Brady se tornou o quarterback mais velho a começar um jogo na NFL. Na semana 3, contra o Green Bay Packers, Brady acabou se tornando o primeiro quarterback na história da liga a alcançar a marca de 85 000 jardas passadas na carreira. Ele e os Buccaneers acabaram perdendo nas semanas 6, 7 e 8, conquistando apenas três vitórias nos oito primeiros jogos.Foi a primeira sequência de três derrotas consecutivas de Brady desde sua temporada de 2002 com os Patriots.
Na semana 9, contra o Los Angeles Rams, Brady se tornou o primeiro quarterback na história da NFL a passar das 100 000 jardas aéreas na carreira (combinando temporada regular e pós-temporada). Ness partida, Brady lançou um touchdown para o novato Cade Otton, conduzindo a 55ª campanha vitoriosa da carreira, passando a melhor marca da liga que pertencia a Peyton Manning. Na semana seguinte, Brady liderou os Bucs a mais uma vitória, desta vez por por 21 a 16, sobre o Seattle Seahawks em uma partida disputada na Alemanha, fazendo de Brady o primeiro quarterback na história a vencer um jogo em pelo menos três países diferentes além dos Estados Unidos (tendo também vencido partidas disputadas na Inglaterra e no México enquanto estava no New England).
Em 27 de novembro, Brady viu o fim de uma sequência de 218 jogos seguidos onde o time dele vencia a partida por pelo menos 7 pontos na parte final do jogo. Enfrentando o Cleveland Browns, o Buccaneers liderava por uma posse de bola faltando trinta segundos quando os Browns empataram a partida e acabaram vencendo na prorrogação. Na semana 13, num jogo contra o New Orleans Saints, Brady lançou um touchdown para Rachaad White faltando três segundos, completando uma virada de treze pontos. Esta foi a segunda vez na carreira de Tom que ele superou um déficit de mais de treze pontos no quarto período, sendo que a primeira foi contra o Atlanta Falcons no Super Bowl LI.
Na semana 17, contra o Carolina Panthers, Brady passou para 432 jardas e três touchdowns na vitória por 30 a 24. Na semana 18, a última da temporada, em uma partida contra o Atlanta Falcons, Brady quebrou o recorde da NFL que era dele mesmo de passes completados numa temporada, além do recorde Matthew Stafford de 2012 de passes tentados. Contudo, os Bucs perderam por 30 a 17, dando a Brady sua primeira campanha com mais derrotas do que vitórias num ano em sua carreira. A temporada de 2022 acabou sendo o primeiro ano na sua carreira profissional de Brady onde ele perdeu oito ou mais jogos. Ainda assim, o time conseguiu se classificar para os playoffs na repescagem.
No jogo contra o Dallas Cowboys, na rodada de repescagem, Brady passou para 351 jardas, dois touchdowns e uma interceptação na derrota por 31 a 14. Nessa derrota, Brady lançou para um recorde da franquia em termos de passes tentados (66) e passes completados (35) num jogo. Esta derrota para os Cowboys marcou a primeira vez desde 2013 onde Brady perdeu nos playoffs em temporadas consecutivas.
Em 1 de fevereiro de 2023, um ano após seu primeiro anúncio de aposentadoria, Tom Brady anunciou que estava, desta vez, realmente se aposentando, em definitivo.

## Estatísticas

### Temporada regular
| Ano   | Time  | Jogos | Jogos | Passando a bola | Passando a bola | Passando a bola | Passando a bola | Passando a bola | Passando a bola | Passando a bola | Passando a bola | Correndo com a bola | Correndo com a bola | Correndo com a bola | Correndo com a bola | Sacks | Sacks  | Fumbles | Fumbles  |
| Ano   | Time  | J     | JT    | Cmp             | Ten             | Pct             | Jardas          | J/T             | TD              | Int             | Rtg             | Ten                 | Jardas              | Média               | TD                  | Sck   | Jardas | Fum     | Perdidos |
| ----- | ----- | ----- | ----- | --------------- | --------------- | --------------- | --------------- | --------------- | --------------- | --------------- | --------------- | ------------------- | ------------------- | ------------------- | ------------------- | ----- | ------ | ------- | -------- |
| 2000  | NE    | 1     | 0     | 1               | 3               | 33,3%           | 6               | 2,0             | 0               | 0               | 42,4            | 0                   | 0                   | 0                   | 0                   | 0     | 0      | 0       | 0        |
| 2001  | NE    | 15    | 14    | 264             | 413             | 63,9%           | 2 843           | 6,9             | 18              | 12              | 86,5            | 36                  | 43                  | 1,2                 | 0                   | 41    | 216    | 12      | 3        |
| 2002  | NE    | 16    | 16    | 373             | 601             | 62,1%           | 3 764           | 6,3             | 28              | 14              | 85,7            | 42                  | 110                 | 2,6                 | 1                   | 31    | 190    | 11      | 5        |
| 2003  | NE    | 16    | 16    | 317             | 527             | 60,2%           | 3 620           | 6,9             | 23              | 12              | 85,9            | 42                  | 63                  | 1,5                 | 1                   | 32    | 219    | 13      | 5        |
| 2004  | NE    | 16    | 16    | 288             | 474             | 60,8%           | 3 692           | 7,8             | 28              | 14              | 92,6            | 43                  | 28                  | 0,7                 | 0                   | 26    | 162    | 7       | 5        |
| 2005  | NE    | 16    | 16    | 334             | 530             | 63%             | 4 110           | 7,8             | 26              | 14              | 92,3            | 27                  | 89                  | 3,3                 | 1                   | 26    | 188    | 4       | 3        |
| 2006  | NE    | 16    | 16    | 319             | 516             | 61,8%           | 3 529           | 6,8             | 24              | 12              | 87,9            | 49                  | 102                 | 2,1                 | 0                   | 26    | 175    | 12      | 4        |
| 2007  | NE    | 16    | 16    | 398             | 578             | 68,9%           | 4 806           | 8,3             | 50              | 8               | 117,2           | 37                  | 98                  | 2,6                 | 2                   | 21    | 128    | 6       | 4        |
| 2008  | NE    | 1     | 1     | 7               | 11              | 63,6%           | 76              | 6,9             | 0               | 0               | 83,9            | 0                   | 0                   | 0                   | 0                   | 0     | 0      | 0       | 0        |
| 2009  | NE    | 16    | 16    | 371             | 565             | 65,7%           | 4 398           | 7,8             | 28              | 13              | 96,2            | 29                  | 44                  | 1,5                 | 1                   | 16    | 86     | 4       | 2        |
| 2010  | NE    | 16    | 16    | 324             | 492             | 65,9%           | 3 900           | 7,9             | 36              | 4               | 111,0           | 31                  | 30                  | 1,0                 | 1                   | 25    | 175    | 3       | 1        |
| 2011  | NE    | 16    | 16    | 401             | 611             | 65,6%           | 5 235           | 8,6             | 39              | 12              | 105,6           | 43                  | 109                 | 2,5                 | 3                   | 32    | 173    | 6       | 2        |
| 2012  | NE    | 16    | 16    | 401             | 637             | 63%             | 4 827           | 7,6             | 34              | 8               | 98,7            | 23                  | 32                  | 1,4                 | 4                   | 27    | 182    | 2       | 0        |
| 2013  | NE    | 16    | 16    | 380             | 628             | 60,5%           | 4 343           | 6,9             | 25              | 11              | 87,3            | 32                  | 18                  | 0,6                 | 0                   | 40    | 256    | 9       | 3        |
| 2014  | NE    | 16    | 16    | 373             | 582             | 64,1%           | 4 109           | 7,1             | 33              | 9               | 97,4            | 36                  | 57                  | 1,6                 | 0                   | 21    | 134    | 6       | 3        |
| 2015  | NE    | 16    | 16    | 402             | 624             | 64,1%           | 4 770           | 7,6             | 36              | 7               | 102,2           | 34                  | 53                  | 1,6                 | 3                   | 38    | 225    | 6       | 2        |
| 2016  | NE    | 12    | 12    | 291             | 432             | 67,4%           | 3 554           | 8,2             | 28              | 2               | 112,2           | 28                  | 64                  | 2,3                 | 0                   | 15    | 87     | 5       | 0        |
| 2017  | NE    | 16    | 16    | 385             | 581             | 66,3%           | 4 577           | 7,9             | 32              | 8               | 102,8           | 25                  | 28                  | 1,1                 | 0                   | 35    | 201    | 7       | 3        |
| 2018  | NE    | 16    | 16    | 375             | 570             | 65,8%           | 4 355           | 7,6             | 29              | 11              | 97,7            | 23                  | 35                  | 1,5                 | 2                   | 21    | 147    | 4       | 2        |
| 2019  | NE    | 16    | 16    | 373             | 613             | 60,8%           | 4 057           | 6,6             | 24              | 8               | 88,0            | 26                  | 34                  | 1,3                 | 3                   | 27    | 185    | 4       | 1        |
| 2020  | TB    | 16    | 16    | 401             | 610             | 65,7%           | 4 633           | 7,6             | 40              | 12              | 102,2           | 30                  | 6                   | 0,2                 | 3                   | 21    | 143    | 4       | 1        |
| 2021  | TB    | 17    | 17    | 485             | 719             | 67,5%           | 5 316           | 7,4             | 43              | 12              | 102,1           | 28                  | 81                  | 2,9                 | 2                   | 22    | 144    | 4       | 3        |
| 2022  | TB    | 17    | 17    | 490             | 733             | 66,8%           | 4 694           | 6,4             | 25              | 9               | 90,7            | 29                  | −1                  | 0,0                 | 1                   | 22    | 160    | 5       | 4        |
| Total | Total | 335   | 333   | 7 753           | 12 050          | 64,3%           | 89 214          | 7,4             | 649             | 212             | 97,2            | 693                 | 1 123               | 1,6                 | 22                  | 565   | 3 576  | 134     | 54       |

### Playoffs
| Ano   | Time  | Jogos | Jogos | Passando a bola | Passando a bola | Passando a bola | Passando a bola | Passando a bola | Passando a bola | Passando a bola | Passando a bola | Correndo com a bola | Correndo com a bola | Correndo com a bola | Correndo com a bola | Sacks | Sacks  | Fumbles | Fumbles  |
| Ano   | Time  | J     | JT    | Cmp             | Ten             | Pct             | Jardas          | J/T             | TD              | Int             | Rtg             | Ten                 | Jardas              | Média               | TD                  | Sck   | Jardas | Fum     | Perdidos |
| ----- | ----- | ----- | ----- | --------------- | --------------- | --------------- | --------------- | --------------- | --------------- | --------------- | --------------- | ------------------- | ------------------- | ------------------- | ------------------- | ----- | ------ | ------- | -------- |
| 2001  | NE    | 3     | 3     | 60              | 97              | 61,9%           | 572             | 5,9             | 1               | 1               | 77,3            | 8                   | 22                  | 2,8                 | 1                   | 5     | 36     | 1       | 0        |
| 2003  | NE    | 3     | 3     | 75              | 126             | 59,5%           | 792             | 6,3             | 5               | 2               | 84,5            | 12                  | 18                  | 1,5                 | 0                   | 0     | 0      | 0       | 0        |
| 2004  | NE    | 3     | 3     | 55              | 81              | 67,9%           | 587             | 7,2             | 5               | 0               | 109,4           | 7                   | 3                   | 0,4                 | 1                   | 0     | 0      | 0       | 0        |
| 2005  | NE    | 2     | 2     | 35              | 63              | 55,6%           | 542             | 8,6             | 4               | 2               | 92,2            | 3                   | 8                   | 2,7                 | 0                   | 4     | 12     | 2       | 0        |
| 2006  | NE    | 3     | 3     | 70              | 119             | 58,8%           | 724             | 6,1             | 5               | 4               | 76,5            | 8                   | 18                  | 2,2                 | 0                   | 4     | 22     | 2       | 0        |
| 2007  | NE    | 3     | 3     | 77              | 109             | 70,6%           | 737             | 6,8             | 6               | 3               | 96,0            | 4                   | -1                  | -0,2                | 0                   | 8     | 52     | 1       | 1        |
| 2009  | NE    | 1     | 1     | 23              | 42              | 54,8%           | 154             | 3,7             | 2               | 3               | 49,1            | 0                   | 0                   | 0                   | 0                   | 3     | 22     | 1       | 1        |
| 2010  | NE    | 1     | 1     | 29              | 45              | 64,4%           | 299             | 6,6             | 2               | 1               | 89,0            | 2                   | 2                   | 1,0                 | 0                   | 5     | 40     | 1       | 0        |
| 2011  | NE    | 3     | 3     | 75              | 111             | 67,6%           | 878             | 7,9             | 8               | 4               | 100,4           | 9                   | 10                  | 1,1                 | 1                   | 3     | 15     | 0       | 0        |
| 2012  | NE    | 2     | 2     | 54              | 94              | 57,4%           | 664             | 7,1             | 4               | 2               | 84,7            | 3                   | 4                   | 1,3                 | 0                   | 1     | 9      | 0       | 0        |
| 2013  | NE    | 2     | 2     | 37              | 63              | 58,7%           | 475             | 7,5             | 1               | 0               | 87,7            | 3                   | 6                   | 2,0                 | 1                   | 4     | 34     | 1       | 0        |
| 2014  | NE    | 3     | 3     | 93              | 135             | 68,9%           | 921             | 6,8             | 10              | 4               | 100,3           | 9                   | 13                  | 1,4                 | 1                   | 3     | 16     | 0       | 0        |
| 2015  | NE    | 2     | 2     | 55              | 98              | 56,1%           | 612             | 6,2             | 3               | 2               | 76,6            | 9                   | 19                  | 2,1                 | 1                   | 4     | 18     | 0       | 0        |
| 2016  | NE    | 3     | 3     | 93              | 142             | 65,5%           | 1 137           | 8,0             | 7               | 3               | 97,7            | 9                   | 13                  | 1,4                 | 0                   | 9     | 42     | 0       | 0        |
| 2017  | NE    | 3     | 3     | 89              | 139             | 64%             | 1 132           | 8,1             | 8               | 0               | 108,6           | 7                   | 8                   | 1,1                 | 0                   | 4     | 19     | 1       | 1        |
| 2018  | NE    | 3     | 3     | 85              | 125             | 68%             | 953             | 7,6             | 2               | 3               | 85,8            | 5                   | -4                  | -0,8                | 0                   | 1     | 9      | 1       | 0        |
| 2019  | NE    | 1     | 1     | 20              | 37              | 54,1%           | 209             | 5,6             | 0               | 1               | 59,4            | 0                   | 0                   | 0                   | 0                   | 0     | 0      | 0       | 0        |
| 2020  | TB    | 4     | 4     | 81              | 138             | 58,7%           | 1 061           | 7,7             | 10              | 3               | 98,1            | 13                  | -3                  | −0,2                | 1                   | 6     | 37     | 2       | 0        |
| 2021  | TB    | 2     | 2     | 59              | 91              | 64,8%           | 600             | 6,6             | 3               | 1               | 90,0            | 1                   | 0                   | 0,0                 | 0                   | 7     | 49     | 1       | 1        |
| 2022  | TB    | 1     | 1     | 35              | 66              | 53%             | 351             | 5,3             | 2               | 1               | 72,2            | 0                   | 0                   | 0,0                 | 0                   | 2     | 17     | 1       | 0        |
| Total | Total | 48    | 48    | 1 200           | 1 921           | 62,5%           | 13 400          | 7,0             | 88              | 40              | 89,8            | 114                 | 133                 | 1,2                 | 7                   | 81    | 512    | 16      | 5        |

#### Super Bowl
|          |         |      |          | Passando a bola | Passando a bola | Passando a bola | Passando a bola | Passando a bola | Passando a bola | Passando a bola | Passando a bola | Correndo com a bola | Correndo com a bola | Correndo com a bola | Correndo com a bola |
| Ano      | SB      | Time | Oponente | Comp            | Ten             | Pct             | Jardas          | JPJ             | TD              | Int             | Rtg             | Ten                 | Jardas              | Média               | TD                  |
| -------- | ------- | ---- | -------- | --------------- | --------------- | --------------- | --------------- | --------------- | --------------- | --------------- | --------------- | ------------------- | ------------------- | ------------------- | ------------------- |
| 2001     | XXXVI   | NE   | STL      | 16              | 27              | 59,3%           | 145             | 5,4             | 1               | 0               | 86,2            | 1                   | 3                   | 3,0                 | 0                   |
| 2003     | XXXVIII | NE   | CAR      | 32              | 48              | 66,7%           | 354             | 7,4             | 3               | 1               | 100,5           | 2                   | 12                  | 6,0                 | 0                   |
| 2004     | XXXIX   | NE   | PHI      | 23              | 33              | 69,7%           | 236             | 7,2             | 2               | 0               | 110,2           | 1                   | -1                  | -1,0                | 0                   |
| 2007     | XLII    | NE   | NYG      | 29              | 48              | 60,4%           | 266             | 5,5             | 1               | 0               | 82,5            | 0                   | 0                   | 0                   | 0                   |
| 2011     | XLVI    | NE   | NYG      | 27              | 41              | 65,9%           | 276             | 6,7             | 2               | 1               | 91,5            | 0                   | 0                   | 0                   | 0                   |
| 2014     | XLIX    | NE   | SEA      | 37              | 50              | 74,0%           | 328             | 6,6             | 4               | 2               | 101,1           | 2                   | -3                  | -1,5                | 0                   |
| 2016     | LI      | NE   | ATL      | 43              | 62              | 69,4%           | 466             | 7,5             | 2               | 1               | 95,2            | 1                   | 15                  | 15,0                | 0                   |
| 2017     | LII     | NE   | PHI      | 28              | 48              | 58,3%           | 505             | 10,5            | 3               | 0               | 115,4           | 1                   | 6                   | 6,0                 | 0                   |
| 2018     | LIII    | NE   | LAR      | 21              | 35              | 60%             | 262             | 7,5             | 0               | 1               | 71,3            | 2                   | -2                  | -1,0                | 0                   |
| 2020     | LV      | TB   | KC       | 21              | 29              | 72,4%           | 201             | 6,9             | 3               | 0               | 125,8           | 4                   | -2                  | 0,5                 | 0                   |
| Carreira | 10      |      |          | 277             | 421             | 65,8%           | 3 039           | 7,2             | 21              | 6               | 97,7            | 14                  | 28                  | 2,0                 | 0                   |

## Recordes na NFL

### Temporada regular (carreira)
- Maior quantidade de vitórias por um quarterback: 243[133]
- Melhor razão touchdown por interceptação numa temporada: 28:2[248]
- Maior quantidade de vitórias fora de casa por um quarterback: 110[249]
- Único quarterback a ter três jogos seguidos com pelo menos 300 jardas aéreas, 3 passes para touchdown e 0 interceptações[250]
- Quarterback mais velho a liderar a liga em jardas aéreas, com 5 316, aos 44 anos (em 2021)[251]
- Quarterback mais velho a ser eleito MVP: 40 anos[252]
- Jogador mais velho a ser nomeado First-team All-Pro: 40[253]
- Jogador com mais passes para touchdown com um único time: 517[254]
- Mais vezes eleito para o Pro Bowl: 15[255]
- Maior quantidade de passes completados: 7 263[226]
- Maior quantidade de passes tentados: 11 317[226]
- Maior quantidade de passes para touchdown: 624[226]
- Jogador com mais jardas aéreas com um único time: 91 653[256]

### Playoffs (carreira)
- Maior quantidade de jogos disputados: 47[257][258]
- Maior quantidade de jogos disputados como titular: 47[259]
- Maior quantidade de vitórias como quarterback titular: 35[259]
- Maior quantidade de vitórias consecutivas, em pós-temporada, por um quarterback titular: 10 (2001, 2003–2005)
- Maior quantidade de vitórias consecutivas em casa, em pós-temporada, por um quarterback titular: 8 (2001–2007), empatado com Jim Kelly
- Maior quantidade de passes para touchdown acumulados: 83[260]
- Maior quantidade de jardas aéreas: 12 449[261]
- Maior quantidade de jardas aéreas em uma única partida de playoff: 505 (Super Bowl LII)[262]
- Maior quantidade de passes completados: 1 106[263]
- Maior quantidade de passes tentados: 1 764[263]
- Maior quantidade de títulos de divisão ganhos por um quarterback titular: 16[259]
- Maior quantidade de aparições em finais de conferência por um quarterback titular: 13[264]
- Maior quantidade de vitórias em finais de conferência por um quarterback titular: 9[265]
- Maior quantidade de jogos com 300 ou mais jardas lançadas, em pós temporada: 17[263]
- Maior quantidade de passes para touchdown entre um quarterback e um recebedor: 14 (com Rob Gronkowski)
- Maior quantidade de campanhas para a vitória (game-winning drive) em playoffs: 11[266]

### Super Bowl (carreira)
- Maior número de vitórias por um QB: 7[266]
- Maior quantidade de passes para touchdown: 21[267]
- Maior quantidade de jardas aéreas acumuladas: 3 039[262]
- Maior quantidade de passes completados: 277[262]
- Maior quantidade de passes tentados: 421[262]
- Maior quantidade de passes completados por um QB nos primeiros dois tempos de um único Super Bowl: 20 (XLIX)[268]
- Maior quantidade de passes completados em um único Super Bowl: 43 (LI)[266]
- Maior quantidade de passes tentados em um único Super Bowl: 62 (LI)[266]
- Maior quantidade de jardas aéreas lançadas em um único Super Bowl: 505 (LII)[262]
- Maior quantidade de aparições em Super Bowls: 10[269]

## Vida pessoal

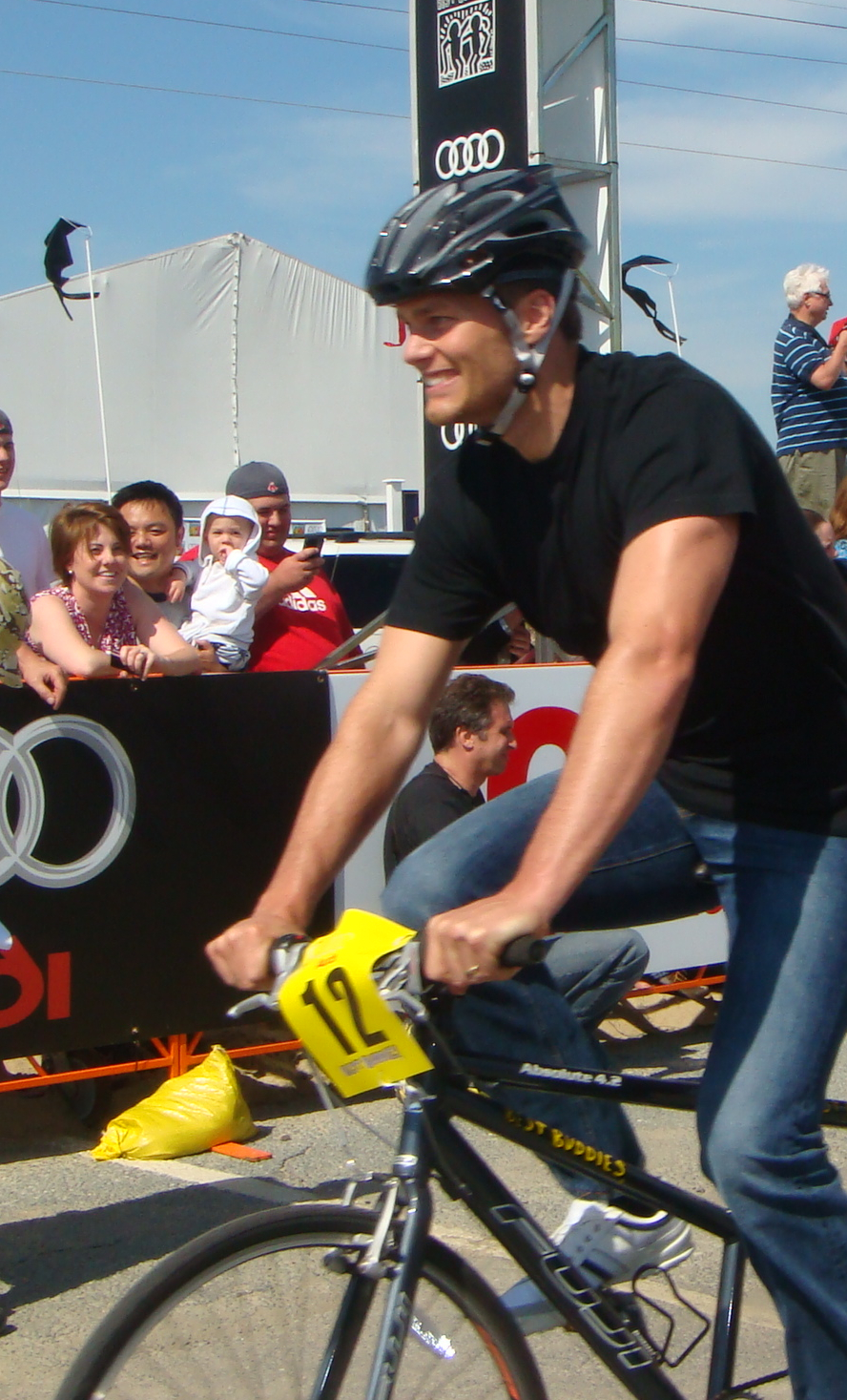
Brady andando de bicicleta em uma corrida beneficente, a Best Buddies Ride, Hyannis Port, Massachusetts em maio de 2009.

Brady namorou a atriz Bridget Moynahan de 2004 até 2006. Em 18 de fevereiro de 2007, Moynahan confirmou a revista People que ela estava grávida de Tom. O relacionamento dos dois terminou em dezembro de 2006, mas Moynahan já estava grávida. O filho do então casal, John Edward Thomas Moynahan, nasceu em 22 de agosto de 2007 em Santa Mônica, Califórnia.
Em 26 de fevereiro de 2009, Tom se casou com a modelo brasileira Gisele Bündchen em uma cerimonia privada em Santa Mônica. Em 11 de setembro, ele confirmou a ESPN que o casal estava esperando seu primeiro filho, Benjamin Rein Brady, que nasceu em 8 de dezembro de 2009. Em dezembro de 2012, Bündchen deu à luz uma menina chamada Vivian Lake Brady, segundo filho do casal. Em 2022 foi confirmado que o casal estava separado, e no mesmo ano o divórcio foi finalizado. O casamento de Brady e Bündchen foi objeto de vários rumores e especulações nos tablóides após a separação, especialmente depois que Brady saiu da aposentadoria e Bündchen expressou sua preocupação sobre o efeito da natureza violenta do futebol na saúde de Brady a longo prazo.
Tom já fez várias aparições em programas de televisão pelos Estados Unidos, como o Saturday Night Live em 2005 e num episódio dos The Simpsons também em 2005 e em Family Guy de 2006.

### Política

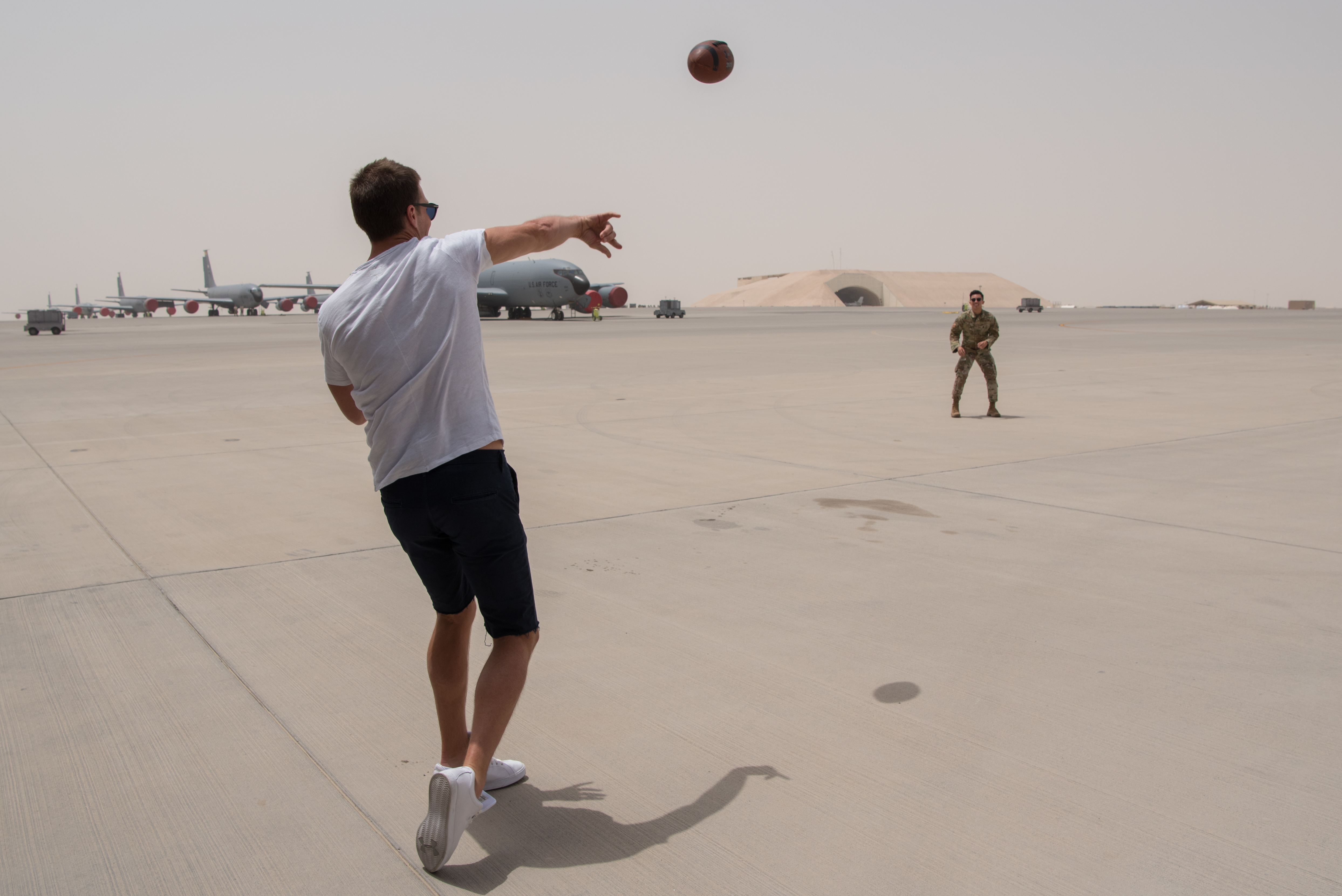
Brady lançando uma bola para um militar da força aérea dos Estados Unidos na Base Aérea de Al Udeid, no Qatar, em 2018.

Brady compareceu ao Discurso sobre o Estado da União de 2004 como convidado especial do então presidente George W. Bush. Em 2004, ele contou para a ESPN The Magazine que ser um senador seria sua "ambição maluca".
Brady é amigo do ex-presidente Donald Trump; em 2017, ele afirmou que conhecia Trump "fazia dezesseis anos". Em um evento político em New Hampshire, no dia anterior à eleição presidencial de 2016, Trump afirmou que recebera uma ligação de Brady, que teria dito: "Donald, eu te apoio. Você é meu amigo, e eu votei em você." Contudo, sua esposa, quando questionada no Instagram se ela e Brady realmente apoiavam Trump, respondeu: "NÃO!" Após um chapéu da campanha de Trump, "Make America Great Again", ser fotografado no armário de Brady no vestiário, Tom afirmou que sua esposa Gisele disse para ele não discutir mais política, o que ele pensou ser uma "boa decisão". Em abril de 2017, Brady não se juntou aos membros do New England Patriots que visitaram Trump na Casa Branca após a vitória no Super Bowl, citando "assuntos familiares pessoais".
Em uma entrevista no programa de Howard Stern, em abril de 2020, Brady explicou que Trump se aproximou dele para que Tom discursasse na Convenção Nacional do Partido Republicano, em 2016, mas ele recusou e disse: "Foi desconfortável para mim, porque você não pode desfazer as coisas. Não que eu desfaria uma amizade, mas o apoio político é totalmente diferente do apoio de um amigo." Ele disse que conhecia Trump desde 2002, quando este pediu para que fosse um dos juízes no concurso Miss USA após a vitória dos Patriots no Super Bowl XXXVI. Brady disse para Stern sobre como Trump tinha ido a jogos dos Patriots, que Trump ligava para ele de vez em quando e que os dois jogavam golfe juntos às vezes. Apesar da relação cordial entre os dois, Brady afirmou que não via vantagem em se envolver em algo tão polarizador como uma eleição presidencial.
Embora sempre houvesse alguma especulação de que Tom Brady algum dia concorreria a um cargo público, em uma entrevista de 2015 ele afirmou que não tinha interesse nisso.

### Dieta e estilo de vida
Brady segue um regime alimentar saudável que inclui meditação transcendental, ioga, uma dieta 80/20 (que significa 80% álcali e 20% ácida), ir para cama cedo, treinamento de resistência e neuroplasticidade.
Ele e sua família aderem a uma controversa dieta, o "Método TB12", que atraiu muita atenção da mídia. Ele defende a ingestão diária de água em onças de metade do peso corporal de uma pessoa em libras e admite consumir "algumas centenas de onças de água" diariamente. Brady diz evitar, durante a temporada da NFL, a maioria das frutas, cogumelos, tomates, pimentões, berinjelas, café, Gatorade, açúcar branco, farinha, glúten, laticínios, refrigerantes, cereais, arroz branco, batatas e pão.
Seu companheiro de time e amigo Rob Gronkowski segue a dieta à base de plantas de Brady desde 2017 e também treinou com seu preparador físico, o argentino Alex Guerrero. Outros atletas profissionais que afirmaram seguir a dieta dele são Kirk Cousins e Mark Scheifele.